# Metropolitan Railway

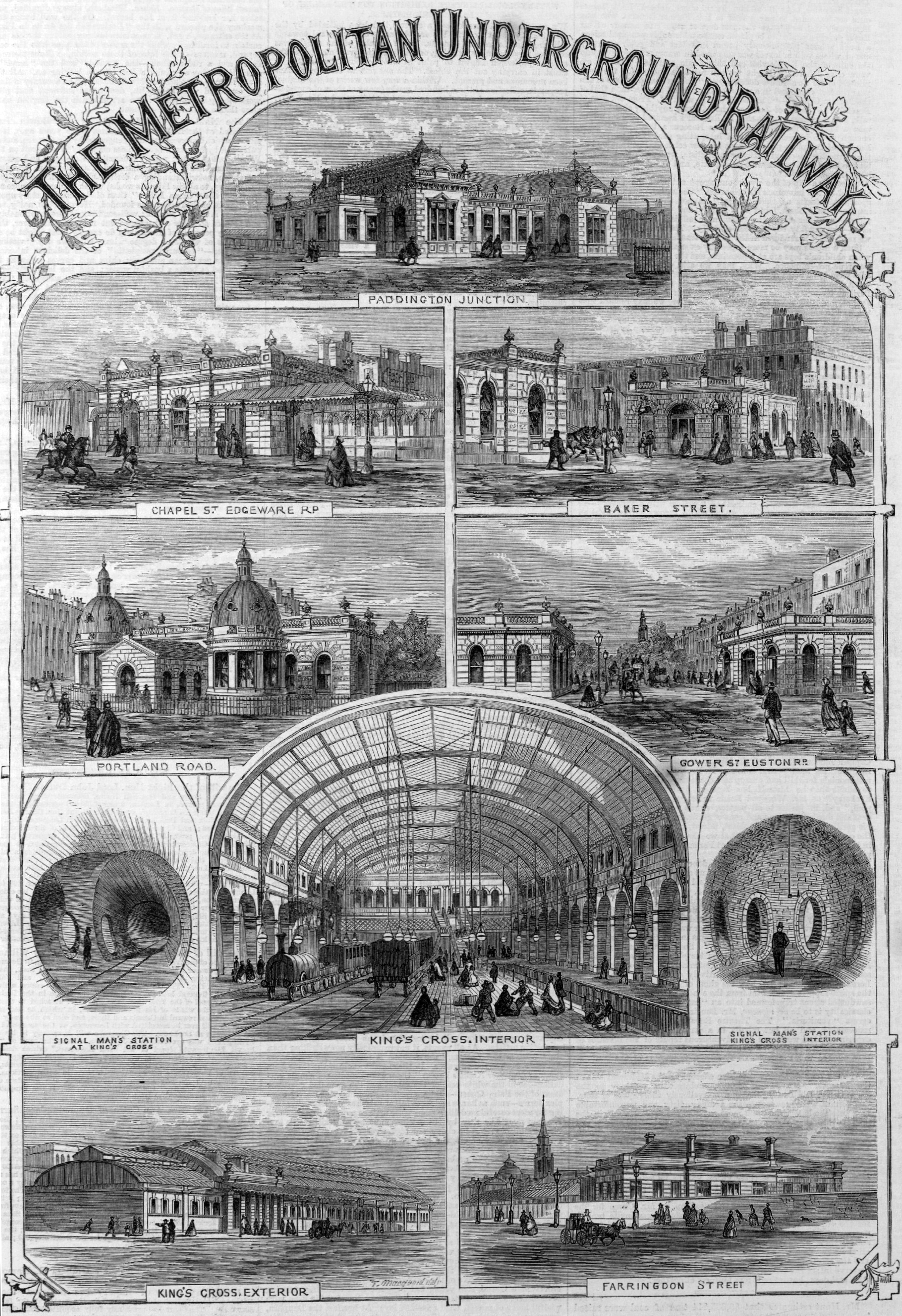
Grabado con un montaje de las estaciones del Ferrocarril Metropolitano, publicado por The Illustrated London News en diciembre de 1862, el mes anterior a la apertura del ferrocarril

El Ferrocarril Metropolitano (nombre original en inglés: Metropolitan Railway; también conocido como Met) fue el primer Metro del mundo y estuvo dedicado al transporte de pasajeros y mercancías en Londres desde 1863 hasta 1933. Inicialmente, conectaba en dirección noroeste el corazón financiero de la capital (la City) con la zona que se convertiría en los barrios de Middlesex. Su primera línea enlazaba los itinerarios que llegaban a las estaciones terminales de Paddington, Euston y King's Cross con la ciudad. La primera sección se construyó debajo de New Road mediante un túnel que conectaba Paddington y King's Cross, completado con túneles y desmontes junto a Farringdon Road desde King's Cross hasta cerca de Smithfield, en las inmediaciones de la ciudad. Se abrió al público el 10 de enero de 1863 con coches de madera iluminados con luces de gas y remolcados por locomotoras de vapor, convirtiéndose en el primer ferrocarril subterráneo dedicado al transporte de pasajeros del mundo.
La línea pronto se extendió desde ambos extremos y hacia el norte, mediante un ramal que partió de Baker Street. Los ramales del sur llegaron a Hammersmith en 1864 y a Richmond en 1877; y la Línea Circular original se completó en 1884. La ruta más importante era la del noroeste hacia el campo de Middlesex, estimulando el desarrollo de nuevos barrios. Se llegó a Harrow en 1880, y a partir de 1897, habiendo logrado el temprano patrocinio del Ducado de Buckingham y de los propietarios de Waddesdon Manor, los servicios se extendieron con el paso de los años hasta Verney Junction en Buckinghamshire.
La tracción eléctrica se introdujo en 1905, y en 1907 unidades eléctricas múltiples operaban la mayoría de los servicios, aunque la electrificación de las secciones periféricas no se produjo hasta décadas después. A diferencia de otras compañías ferroviarias en el área de Londres, el Met desarrolló terrenos para viviendas y, después de la Primera Guerra Mundial, promovió urbanizaciones cerca del ferrocarril utilizando la marca Metro-land. El 1 de julio de 1933, el Ferrocarril Metropolitano se fusionó con la Compañía de los Ferrocarriles Subterráneos de Londres y los operadores de autobuses y tranvías de la capital para formar la Junta de Transporte de Pasajeros de Londres.
Los antiguos recorridos y estaciones del Met son actualmente utilizados por las líneas del Metro de Londres (Metropolitan, Circle, District, Hammersmith & City, Piccadilly, Jubilee y Victoria) y por los Ferrocarriles de Chiltern y el Great Northern.

## Historia

### Desde Paddington a la ciudad, 1853-1863

#### Establecimiento

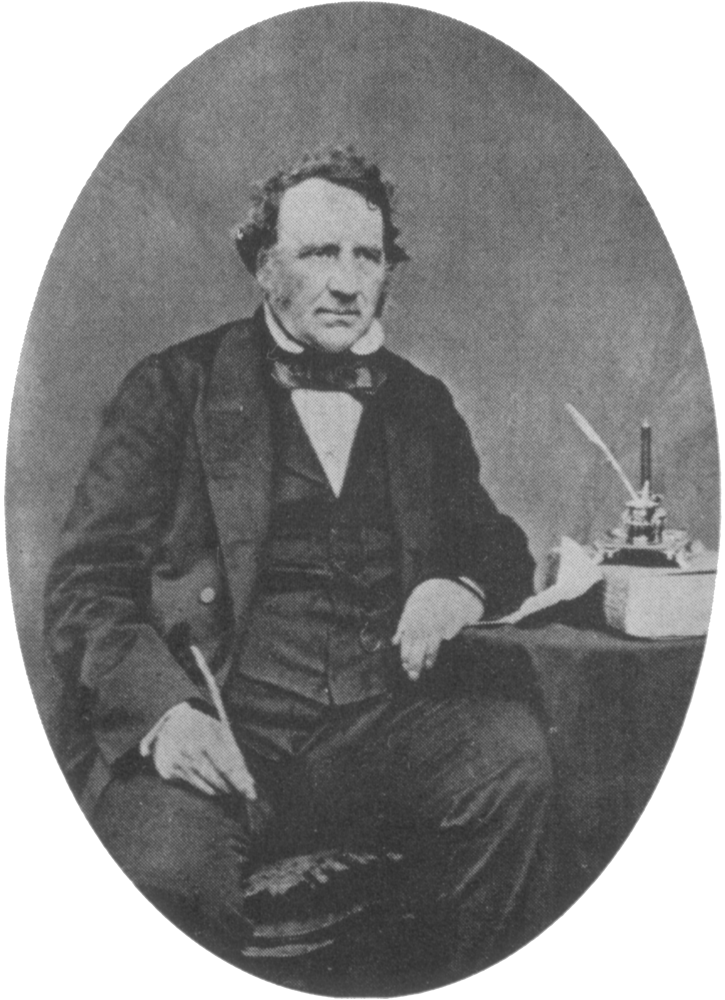
Charles Pearson, promotor de los ferrocarriles subterráneos de Londres

En la primera mitad del siglo XIX, la población y la extensión física de Londres crecieron enormemente. El aumento de la población residente y el desarrollo de una población que viajaba diariamente en tren provocó un alto nivel de congestión del tráfico, con un gran número de carros, taxis y ómnibus llenando las carreteras y hasta 200.000 personas entrando cada día a pie a la City de Londres, el corazón comercial de la ciudad. En 1850 había siete terminales de ferrocarril alrededor del centro urbano de Londres: London Bridge y Waterloo al sur, Shoreditch y Fenchurch Street al este, Euston y King's Cross al norte y Paddington al oeste. Solo la estación de Fenchurch Street estaba dentro de la ciudad.
Las calles congestionadas y la distancia a la ciudad desde las estaciones del norte y del oeste provocaron muchos intentos de obtener la autorización parlamentaria para construir nuevas líneas ferroviarias en la ciudad. Ninguna de estas iniciativas tuvo éxito, y la Real Comisión de Terminales del Ferrocarril Metropolitano de 1846 prohibió la construcción de nuevas líneas o estaciones en el área central urbanizada. El concepto de un ferrocarril subterráneo que uniese la ciudad con los terminales de las principales líneas ferroviarias se propuso por primera vez en la década de 1830. Charles Pearson, procurador de la ciudad, fue uno de los principales promotores de varios planes y en 1846 propuso una estación central de trenes para ser utilizada por varias compañías ferroviarias. La propuesta fue rechazada por la comisión de 1846, pero Pearson retomó la idea en 1852 cuando contribuyó a establecer la City Terminus Company para construir un ferrocarril desde Farringdon hasta King's Cross. El plan fue apoyado por el Consejo de la City, pero las empresas ferroviarias no estaban interesadas y la empresa tuvo que revisar sus planteamientos para poder seguir adelante.
La Compañía del Ferrocarril de Bayswater, Paddington y Holborn Bridge se estableció para conectar la estación de Paddington (cabecera del Great Western Railway) con la ruta de Pearson en King's Cross. Se publicó un proyecto de ley en noviembre de 1852 y en enero de 1853 los directivos celebraron su primera reunión y designaron al ingeniero John Fowler para dirigir los trabajos. Después de influir con éxito entre diversos estamentos, la compañía obtuvo a mediados de 1853 la aprobación parlamentaria bajo el nombre de "Ferrocarril Metropolitano del Norte". El proyecto de ley presentado por la City Terminus Company fue rechazado por el Parlamento, lo que significó que el Ferrocarril Metropolitano del Norte no podría llegar a la Ciudad. Para superar este obstáculo, la empresa se hizo cargo de la City Terminus Company y presentó un nuevo proyecto de ley en noviembre de 1853, que eliminaba la terminal de la ciudad y extendía la ruta hacia el sur desde Farringdon hasta la Oficina General de Correos en St. Martin's Le Grand. La ruta en el extremo occidental también se modificó para que conectara más directamente con la estación del GWR. Se solicitó permiso para conectarse al Ferrocarril de Londres y del Noroeste (LNWR) en Euston y al Great Northern Railway (GNR) en King's Cross, en este último caso mediante montacargas y elevadores. El nombre de la compañía también se cambiaría nuevamente, adoptándose el de Metropolitan Railway. Mediante consentimiento real se concedió la "Ley de Ferrocarriles Metropolitanos del Norte" el 7 de agosto de 1854.

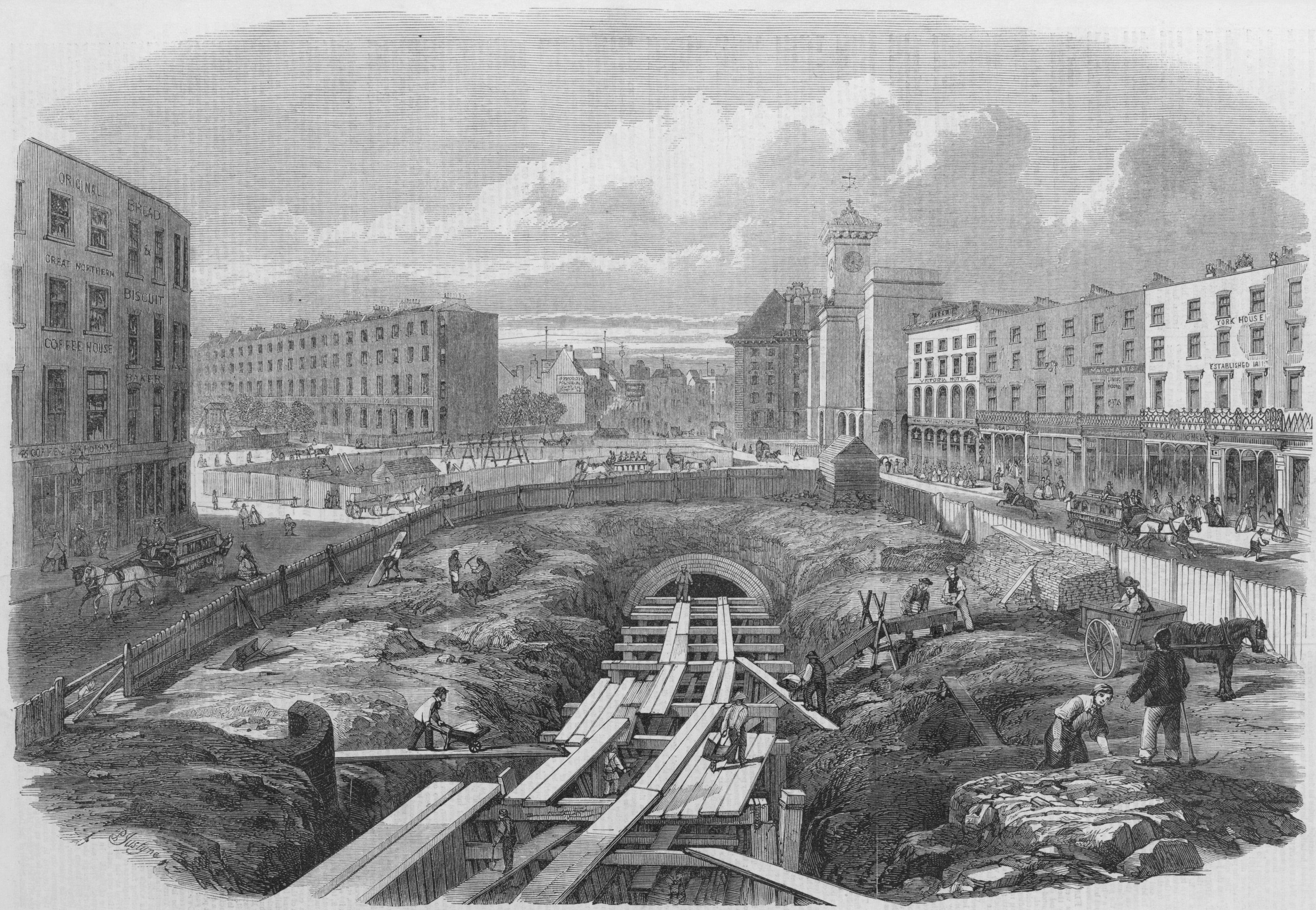
Construcción del Ferrocarril Metropolitano cerca de la Estación de King's Cross en 1861

Se estimó que la construcción del ferrocarril costó £ 1 millón. Inicialmente, con la Guerra de Crimea en curso, al Met le resultó difícil cubrir colocar sus acciones. Mientras intentaba reunir los fondos necesarios, presentó al Parlamento una enmienda solicitando una prórroga del plazo previsto para la realización de las obras. En julio de 1855, una ley para establecer una conexión directa con el GNR en King's Cross recibió la aprobación real. El plan fue modificado en 1856 por la "Ley del Metropolitano (Gran Ramal del Norte y Enmienda)" y en 1860 por la "Ley del Gran Ferrocarril Norte & Conexión Metropolitana".
El GWR acordó contribuir con 175.000 libras y el GNR prometió una suma similar, pero a fines de 1857 no se habían recaudado fondos suficientes para comenzar la construcción. Los costos se redujeron recortando parte de la ruta en el final del lado oeste, renunciando a la conexión directa con la estación del GWR, y modificando la línea para que pasase por el sur de Farringdon. En 1858, Pearson logró un acuerdo entre el Met y la Corporación de la City de Londres por el que el Met compró el terreno que necesitaba alrededor del nuevo vial de Farringdon Road de la City por 179.000 libras, y la City invirtió 200.000 libras en acciones de la compañía ferroviaria. Los cambios de ruta fueron aprobados por el Parlamento en agosto de 1859, lo que significaba que el Met finalmente dispuso de los fondos necesarios para cumplir con sus obligaciones, y la construcción pudo comenzar.

#### Construcción

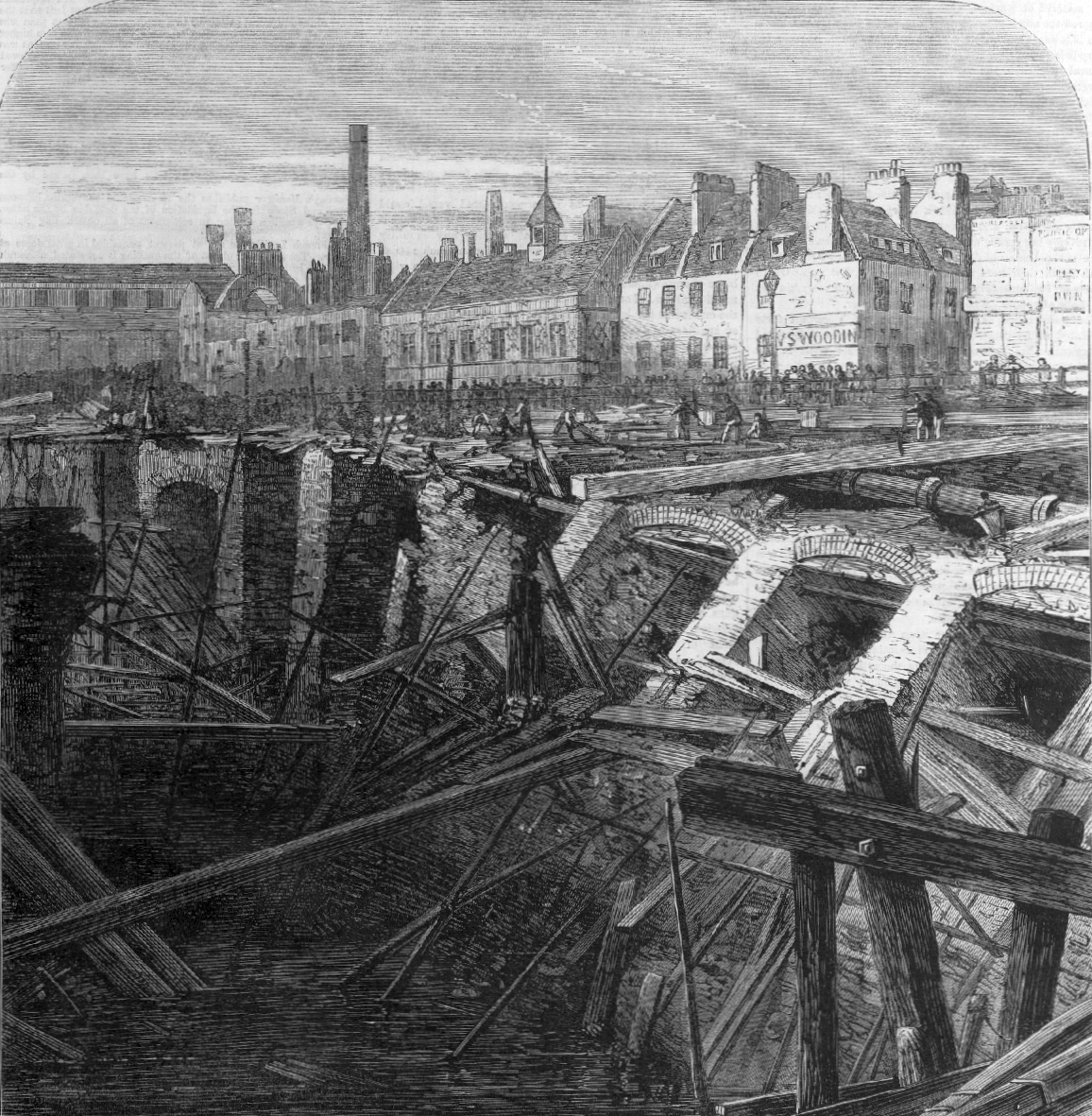
Cuantiosos daños en el desmonte de Farringdon tras la inundación provocada por la rotura del colector de saneamiento paralelo al río Fleet en junio de 1862

A pesar de las preocupaciones sobre el socavamiento y las vibraciones que podrían causar el hundimiento de los edificios cercanos, y superando el obstáculo que suponían las compensaciones a los miles de personas cuyas casas debieron demolerse para permitir la excavación del túnel, la construcción comenzó en marzo de 1860. La línea se construyó principalmente utilizando el método de "falso túnel" (excavando primero una trinchera para construir la bóveda del túnel a cielo abierto, y luego recubriéndola de tierra) desde Paddington hasta King's Cross. Siguiendo hacia el este, continuó con un túnel de 728 yardas (665,7 m) excavado por debajo del Mount Pleasant, en Clerkenwell, prosiguiendo junto al colector de saneamiento paralelo al río Fleet junto a Farringdon Road mediante una trinchera a cielo abierto hasta cerca del entonces nuevo mercado de carne de Smithfield.
La zanja tenía 33 pies 6 pulgadas (10,2 m) de ancho, con un muro de contención de ladrillo que sostenía arcos también de ladrillo elípticos o vigas de hierro con una distancia entre apoyos de 28 pies 6 pulgadas (8,69 m). Los túneles eran más anchos en las estaciones, para dar cabida a los andenes. La mayor parte del trabajo de excavación fue realizado manualmente por obreros especializados. Se utilizó un primitivo sistema de movimiento de tierras para retirar el suelo excavado de la zanja.
Dentro del túnel se colocaron dos vías, con un espacio de 6 pies (1,8 m) entre ellas. Para dar cabida a los trenes de ancho de vía estándar del GNR y los trenes para vías de gran ancho del GWR, se instalaron vías de ancho mixto de tres carriles, de forma que ambos anchos compartían el carril más cercano a los andenes. La señalización empleaba el método de bloqueo absoluto, usando equipos eléctricos producidos por Spagnoletti y señales fijas.
La construcción no estuvo exenta de incidentes. En mayo de 1860, un tren del GNR rebasó el andén de King's Cross y se precipitó en la zona todavía en obras. Más adelante ese mismo año, la explosión de la caldera de una locomotora que tiraba de los vagones de un contratista mató al maquinista y a su asistente. En mayo de 1861, la excavación se derrumbó en Euston, causando daños considerables a los edificios vecinos. El incidente final se produjo en junio de 1862, cuando el colector de saneamiento del río Fleet reventó tras una fuerte tormenta e inundó las excavaciones. El Met y la Junta Metropolitana de Obras lograron contener y desviar el flujo de agua, y la construcción se retrasó solo unos meses.
Las pruebas se llevaron a cabo a partir de noviembre de 1861 mientras la construcción aún estaba en curso. El primer viaje a lo largo de toda la línea se produjo en mayo de 1862, con el premier William Gladstone entre los invitados. A finales de 1862, el trabajo se completó con un costo de 1,3 millones de libras.

#### Apertura

Esquema de la ruta del ferrocarril cuando se inauguró en 1863

Las inspecciones de la Cámara de Comercio necesarias para aprobar la apertura del ferrocarril se llevaron a cabo a finales de diciembre de 1862 y principios de enero de 1863. Después de realizar cambios menores en la señalización, se concedió la aprobación y se llevaron a cabo unos días de pruebas operativas antes de la gran inauguración del 9 de enero de 1863, que incluyó un recorrido ceremonial desde Paddington y un gran banquete para 600 accionistas e invitados en Farringdon. Charles Pearson no vivió para ver la finalización del proyecto, puesto que había fallecido en septiembre de 1862.
El ferrocarril, con un recorrido de 3,75 millas (6 km), se abrió al público el 10 de enero de 1863, con estaciones en Paddington (Bishop's Road), Edgware Road, Baker Street, Portland Road, Gower Street, King's Cross (ahora King's Cross St Pancras), y Farringdon Street (actualmente Farringdon). El ferrocarril se consideró todo un éxito, transportando 38.000 pasajeros el día de la inauguración (utilizando trenes del GNR para complementar el servicio). En los primeros 12 meses se transportaron 9,5 millones de pasajeros y en los 12 meses siguientes la cifra aumentó hasta alcanzar los 12 millones.
El horario original establecía una duración de 18 minutos para el viaje. La frecuencia de servicio fuera de horas punta era de un tren cada 15 minutos (uno cada diez minutos durante las horas punta de la mañana) y pasaba a ser de 20 minutos en las primeras horas de la mañana y después de las 20:00 horas. A partir de mayo de 1864, se ofreció a los trabajadores nocturnos el retorno en los servicios de las 5:30 a. m. y de las 5:40 a. m. desde Paddington con el coste de un boleto sencillo (3d).
La línea fue servida inicialmente por locomotoras tanque de la Clase Metropolitan para vías de gran ancho procedentes del GWR, al igual que su material rodante. Poco después de la apertura, surgió un desacuerdo entre el Met y el GWR sobre la necesidad de aumentar la frecuencia del servicio, y el GWR retiró su parque de vehículos en agosto de 1863. El Met continuó operando un servicio reducido utilizando material rodante de ancho estándar procedente del GNR, antes de comprar sus propias locomotoras de ancho estándar Beyer Peacock y el correspondiente material rodante.

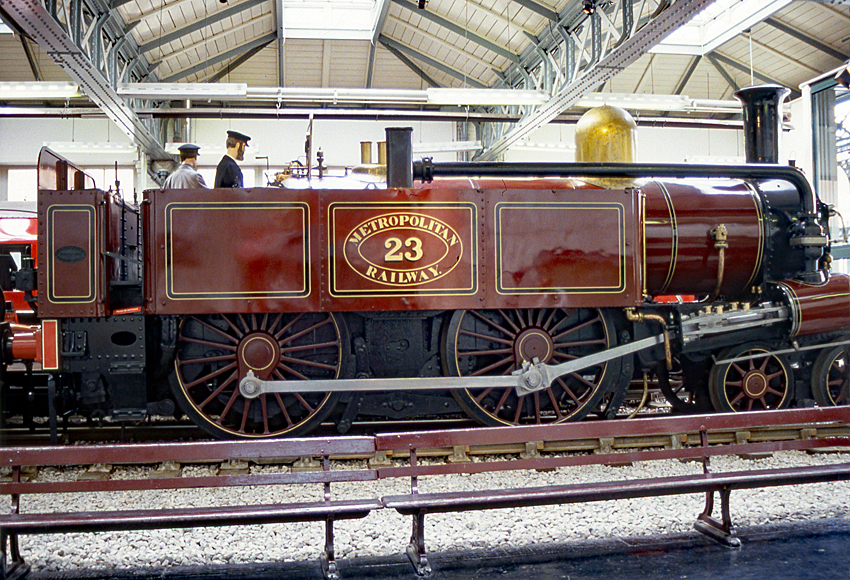
Locomotora del Metropolitan Railway Clase A 4-4-0T n.º 23 en Covent Garden

El Metropolitan encargó inicialmente 18 locomotoras tanque que disponían de una característica clave, un equipo de condensación que impedía que se perdiese la mayor parte del agua en forma de vapor mientras los trenes estaban en los túneles. En su momento fueron descritas como "hermosas pequeñas máquinas, pintadas de verde y que se distinguen particularmente por sus enormes cilindros externos". El diseño tuvo tanto éxito que finalmente se construyeron 120 unidades con el fin de disponer de material de tracción para el Ferrocarril Metropolitano, para el Ferrocarril del Distrito (en 1871) y para todas las demás líneas subterráneas construidas mediante trincheras cubiertas. Por lo tanto, estas locomotoras tanque 4-4-0 pueden considerarse como la fuerza motriz pionera del primer ferrocarril subterráneo de Londres. Finalmente, se llegaron a construir 148 de estas máquinas entre 1864 y 1886 para varios ferrocarriles, y la mayoría siguió funcionando hasta la electrificación del servicio en 1905.
Considerando que sería operada utilizando locomotoras sin humo, la línea se había construido con poca ventilación, y además se había excavado un largo túnel en mina entre Edgware Road y King's Cross. Inicialmente, las estaciones y vagones llenos de humo no disuadían a los pasajeros de utilizar el servicio, y posteriormente se mejoró la ventilación realizando una abertura en el túnel entre Gower Street y King's Cross y quitando los cristales de los techos de las estaciones. Dado que el problema continuó después de la década de 1880, surgió un conflicto entre el Met, que deseaba hacer más aberturas en los túneles, y las autoridades locales, que argumentaban que esto asustaría a los caballos y reduciría el valor de las propiedades. La situación condujo a que la Junta de Comercio redactara un informe en 1897, que informaba que un farmacéutico estaba tratando con su 'Mezcla Metropolitana' a personas que sufrían dificultades respiratorias después de haber viajado en tren. El informe recomendaba que se autorizaran más aperturas, pero la línea se electrificó antes de que llegaran a construirse.

### Extensiones y el Inner Circle, 1863–84

#### Farringdon a Moorgate y la Ampliación de Líneas de la City

La Ampliación de Líneas de la City entre King's Cross y Moorgate Street y sus conexiones. La curva este hacia el sur hasta el LC&DR se abrió en 1871, y la estación en Snow Hill se inauguró en 1874

Con conexiones al GWR y al GNR en construcción y conexiones al Ferrocarril de Midland y al Ferrocarril de Londres, Chatham y Dover (LC&DR) planificadas, el Met obtuvo permiso en 1861 y 1864 para dos vías adicionales desde King's Cross hasta Farringdon Street y una extensión de cuatro vías hacia el este hasta Moorgate. El Met usó dos vías: las otras dos vías, correspondientes a la Ampliación de Líneas de la City, fueron utilizadas principalmente por otras compañías ferroviarias.
Un par de túneles de vía única en King's Cross que conectaban el GNR con el Met se abrieron el 1 de octubre de 1863 cuando el GNR comenzó a operar sus propios servicios, y el GWR ese mismo día los utilizó para sus trenes suburbanos enlazados con lugares como Windsor. Para 1864, el Met tenía suficientes coches y locomotoras para hacer funcionar sus propios trenes y aumentar la frecuencia a seis trenes por hora.
El 1 de enero de 1866, los servicios conjuntos del LC&DR y del GNR comenzaron a operar desde Blackfriars Bridge a través del túnel de Snow Hill bajo el mercado de Smithfield hasta Farringdon y hacia el norte hasta alcanzar el GNR. La extensión a Aldersgate Street y Moorgate Street (actualmente Barbican y Moorgate) se abrió el 23 de diciembre de 1865 y las cuatro vías se abrieron el 1 de marzo de 1866.
Las nuevas vías de King's Cross a Farringdon fueron utilizadas por primera vez por un tren de carga del GNR el 27 de enero de 1868. La conexión con el Ferrocarril de Midland se abrió el 13 de julio de 1868 cuando los servicios llegaban a Moorgate Street antes de que se abriera su terminal de St Pancras. La línea se bifurcaba de la línea principal en St Paul's Road Junction, entraba en un túnel de doble vía y se unía a las Líneas Ampliadas en Midland Junction.

#### Hammersmith y el Ferrocarril de la City

El Ferrocarril Metropolitano en 1873, diez años después de su apertura. También se muestra el Ferrocarril Metropolitano y de St John's Wood desde Baker Street hasta Swiss Cottage, que era operado por el Ferrocarril Metropolitano. El GWR operó los servicios entre Kensington (Addison Road) y Moorgate

En noviembre de 1860, se presentó un proyecto de ley al Parlamento, apoyado por el Met y el GWR, para un ferrocarril desde la línea principal del GWR a una milla al oeste de Paddington hasta los barrios periféricos en desarrollo de Shepherd's Bush y Hammersmith, con una conexión al Ferrocarril del Oeste de Londres en Latimer Road. Autorizado el 22 de julio de 1861 como Ferrocarril de Hammersmith y la City (H&CR), la línea de 2 millas 35 cadenas (3,2 km), construida sobre un viaducto de 20 pies (6,1 m) de altura en gran parte a través de campos abiertos, se abrió el 13 de junio de 1864 con un servicio del GWR con vías de gran ancho desde Farringdon Street, con estaciones en Notting Hill (actualmente Ladbroke Grove), Shepherd's Bush (reemplazada por la actual Shepherd's Bush Market en 1914) y Hammersmith. El enlace con el Ferrocarril del Oeste de Londres se abrió el 1 de julio de ese año, servido por un coche que se unía o se separaba en Notting Hill para dar servicio a Kensington (Addison Road). Tras un acuerdo entre el Met y el GWR, desde 1865 el Met ofreció un servicio en las vías de ancho estándar a Hammersmith, y el GWR un servicio de vía de gran ancho a Kensington. En 1867, el H&CR pasó a ser propiedad conjunta de las dos empresas. El GWR comenzó a operar trenes de vía estándar, y el tercer carril para la vía ancha se eliminó del H&CR y del Met en 1869. En 1871, dos vías adicionales paralelas al GWR entre Westbourne Park y Paddington se pusieron en uso para el H&CR, y en 1878 el cruce a nivel en Westbourne Park fue reemplazado por un paso a distinto nivel. En agosto de 1872, el servicio del GWR a Addison Road se amplió sobre el Ferrocarril del Distrito a través de Earl's Court hasta Mansion House. Este recorrido se conoció como Middle Circle y funcionó hasta enero de 1905. A partir del 1 de julio de 1900, los trenes terminaron en Earl's Court. Se abrieron estaciones adicionales en Westbourne Park (1866), Latimer Road (1868), Royal Oak (1871), Wood Lane (1908) y Goldhawk Road (1914).
Entre el 1 de octubre de 1877 y el 31 de diciembre de 1906, algunos servicios del H&CR se extendieron a Richmond sobre el Ferrocarril de Londres y del Suroeste (L&SWR) a través de su estación en Hammersmith (Grove Road).

#### Inner Circle
El temprano éxito del Met provocó una avalancha de solicitudes al Parlamento en 1863 para nuevos ferrocarriles en Londres, muchos de los cuales competían por rutas similares. Para considerar las mejores propuestas, la Cámara de los Lores estableció un comité seleccionado, que emitió un informe en julio de 1863 con una recomendación sobre un "circuito interior de ferrocarril que debería lindar, si no unirse, con casi todas las principales terminales ferroviarias de la metrópolis". Se presentaron varios esquemas ferroviarios para la sesión parlamentaria de 1864 que cumplieron con la recomendación de diversas maneras y se estableció un comité parlamentario para revisar las distintas opciones.
Las propuestas del Met para extenderse hacia el sur desde Paddington hasta South Kensington y hacia el este desde Moorgate hasta Tower Hill fueron aceptadas y recibieron la aprobación real el 29 de julio de 1864. Para completar el circuito, el comité alentó la fusión de dos propuestas a través de diferentes rutas entre Kensington y la City, y el mismo día se acordó una propuesta combinada bajo el nombre de Ferrocarril del Distrito Metropolitano (comúnmente conocido como el Ferrocarril del Distrito).
Inicialmente, el Ferrocarril del Distrito y el Met estaban estrechamente asociados y se pretendía que pronto se fusionaran. El presidente del Met y otros tres directores formaban parte de la junta del Distrito, John Fowler era el ingeniero de ambas empresas y los trabajos de construcción de todas las extensiones se licitaron como un solo contrato. El Ferrocarril del Distrito se estableció como una compañía separada para permitir que se recaudasen fondos independientemente del Met.

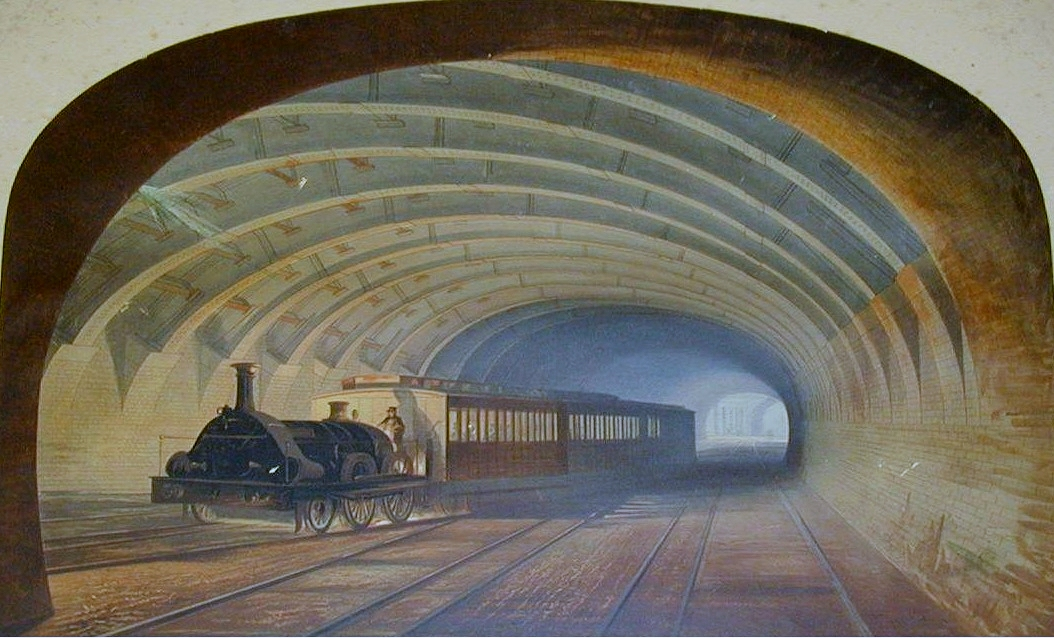
Un tren de vía de gran ancho del GWR toma la ruta hacia Bishop's Road en la bifurcación de Praed Street cerca de Paddington, donde la extensión de Notting Hill y Brompton se une a la línea original

Comenzando como un ramal desde Praed Street, a poca distancia al este de la estación de Paddington del Met, la extensión occidental pasaba por distritos de moda en Bayswater, Notting Hill y Kensington. Los valores del suelo aquí eran más altos y, a diferencia de la línea original, la ruta no siguió una alineación sencilla bajo las carreteras existentes, y los pagos de compensación por la propiedad fueron mucho más altos. En Leinster Gardens, Bayswater, se construyó una fachada de dos casas de cinco pisos en los números 23 y 24 para ocultar la brecha creada por el paso del ferrocarril. Para asegurar una ventilación adecuada, la mayor parte de la línea estaba realizada en desmonte excepto por un túnel de 421 yardas (385 m) debajo de Campden Hill. La construcción del Ferrocarril del Distrito avanzó en paralelo con el trabajo en el Met y también pasó por áreas que implicaron gastos elevados. Los costes de construcción y los pagos de compensación fueron tan altos que el importe de la primera sección del Ferrocarril del Distrito desde South Kensington hasta Westminster fue de 3 millones de libras, casi tres veces más que la línea más larga original del Met.
La primera sección de la extensión del Met se abrió a Brompton (Gloucester Road) (ahora Gloucester Road) el 1 de octubre de 1868, con estaciones en Paddington (Praed Street) (ahora Paddington), Bayswater, Notting Hill Gate y Kensington (High Street) (ahora High Street Kensington). Tres meses después, el 24 de diciembre de 1868, el Met se extendió hacia el este hasta una estación compartida en South Kensington; y el Ferrocarril del Distrito abrió su línea desde allí hasta Westminster, con otras estaciones en Sloane Square, Victoria, St James's Park y Westminster Bridge (ahora simplemente Westminster).
El Ferrocarril del Distrito también tenía permiso parlamentario para extenderse hacia el oeste desde Brompton y, el 12 de abril de 1869, abrió una línea de vía única a West Brompton. No había estaciones intermedias y al principio funcionaba como un servicio de transporte desde Gloucester Road. A mediados de 1869, se habían tendido vías separadas entre South Kensington y Brompton y desde Kensington (High Street) hasta un cruce con la línea a West Brompton. Durante la noche del 5 de julio de 1870, el Ferrocarril del Distrito construyó en secreto el la curva de Cromwell en disputa para conectar Brompton y Kensington (High Street).
Al este de Westminster, la siguiente sección de la línea del Distrito discurría por el nuevo encauzamiento Victoria construido por la Junta Metropolitana de Obras en la orilla norte del río Támesis. La línea abrió de Westminster a Blackfriars el 30 de mayo de 1870 con estaciones en Charing Cross (ahora Embankment), The Temple (ahora Temple) y Blackfriars.
En su apertura, el Met operó los trenes del Ferrocarril del Distrito, recibiendo el 55% de los ingresos brutos por un nivel fijo de servicio. Se cobraban los trenes adicionales requeridos por el Ferrocarril del Distrito, y su participación en los ingresos se redujo a alrededor del 40%. El nivel de deuda del Ferrocarril del Distrito significó que la fusión ya no era atractiva para el Met y no se llevó a cabo, por lo que los directores del Met renunciaron a la junta del Ferrocarril del Distrito. Para mejorar sus finanzas, el Ferrocarril del Distrito notificó al Met que rescindiera el acuerdo operativo. Luchando bajo la carga de sus altísimos costos de construcción, no pudo continuar con el resto del proyecto original para llegar a Tower Hill, y realizó una extensión final de su línea a solo una estación al este de Blackfriars, hasta una terminal de la City no planificada previamente en Mansion House.

En 1871 comenzaron los servicios del "círculo interno", comenzando desde Mansion House y viajando a Moorgate Street a través de South Kensington y Paddington. Las empresas tenían sus propios pares de vías entre Kensington High Street y South Kensington

El sábado 1 de julio de 1871, el premier William Gladstone, quien también era accionista de la compañía, asistió al banquete organizado con ocasión de la apertura. El lunes siguiente, se abrió la estación de Mansion House y el Ferrocarril del Distrito comenzó a operar sus propios trenes. A partir de esta fecha, las dos compañías operaron un servicio conjunto denominado Inner Circle entre Mansion House y Moorgate Street a través de South Kensington y Edgware Road con trenes cada diez minutos, complementado por un servicio del Ferrocarril del Distrito cada diez minutos entre Mansion House y West Brompton y Servicios suburbanos del H&CR y del GWR entre Edgware Road y Moorgate Street. Los permisos para el ferrocarril al este de Mansion House se dejaron caducar. En el otro extremo de la línea, la parte del Ferrocarril del Distrito de la estación de South Kensington abrió el 10 de julio de 1871 y la estación de Earl's Court se abrió en la extensión de West Brompton el 30 de octubre de 1871.
En 1868 y 1869, se dictaron sentencias en contra del Met en varias audiencias y se encontraron irregularidades financieras, como que la empresa pagó un dividendo indebidamente, y los gastos se costearon con cargo a la cuenta de capital. En 1870, los directores fueron culpables de abuso de confianza y se les ordenó indemnizar a la empresa. Todos apelaron y se les permitió, en 1874, llegar a un acuerdo por una cantidad mucho menor. En octubre de 1872, para restaurar la confianza de los accionistas, Edward Watkin fue nombrado presidente y los directores fueron reemplazados. Watkin era un ferroviario experimentado y ya formaba parte del directorio de varias compañías ferroviarias, incluida la del Ferrocarril del Sureste (SER), y aspiraba a construir una línea desde el norte a través de Londres hasta este ferrocarril.

En 1884, la línea en azul completó el círculo interior, brindando acceso al Ferrocarril del Este de Londres para el Met y el Ferrocarril del Distrito. La estación del Met en la Torre de Londres se cerró poco después de que se abriera la línea. Los servicios del Ferrocarril del Distrito se extendieron al este de Whitechapel sobre el Ferrocarril de Whitechapel & Bow en 1902.

Debido al costo de la compra de los terrenos, la extensión hacia el este del Met desde Moorgate progresó lentamente y tuvo que obtener una extensión del límite de tiempo previsto en la Ley en 1869. La extensión se inició en 1873, pero después de iniciarse la construcción, los enterramientos que quedaron expuestos en la bóveda de una capilla católica hicieron que el contratista informase de que era difícil mantener a los obreros en el trabajo. La primera sección se abrió a la terminal hacía poco inaugurada del Great Eastern Railway (GER) en Liverpool Street el 1 de febrero de 1875. Durante un breve período de tiempo, mientras se construía la estación del Met, los servicios llegaban a la estación del GER a través de una curva de enlace de 3,5 cadenas (70,4 m). El Met abrió su estación ese mismo año, el 12 de julio, y el tráfico regular no volvió a utilizar la curva. Durante la extensión de la vía férrea a Aldgate, se descubrieron varios cientos de carretadas de cuernos de buey en una capa a unos 20 pies (6,1 m) por debajo de la superficie. Se abrió una terminal en Aldgate el 18 de noviembre de 1876, inicialmente para un servicio de transporte a Bishopsgate antes de que todos los trenes del Met y del Ferrocarril del Distrito funcionaran a partir del 4 de diciembre.
El conflicto entre el Met y el Ferrocarril del Distrito y los gastos de construcción retrasaron el avance de la finalización del Círculo Interior. En 1874, los frustrados financieros de la City formaron la Compañía Ferroviaria de Finalización del Círculo Interior Metropolitano con el objetivo de terminar la línea. Esta empresa fue apoyada por el Ferrocarril del Distrito y obtuvo la autorización parlamentaria el 7 de agosto de 1874. La empresa tuvo dificultades para obtener fondos y se le concedió una prórroga en 1876. En 1877 se celebró una reunión entre el Met y el Ferrocarril del Distrito, con el Met manifestando su deseo de acceder a al Ferrocarril del Sureste a través de la Línea del Este de Londres (ELR). Ambas empresas promovieron y obtuvieron una Ley del Parlamento en 1879 para la extensión y enlace con la ELR. La Ley también aseguró la cooperación futura al permitir que ambas empresas accedieran a todo el círculo. Las autoridades hicieron una gran contribución para mejorar sustancialmente las carreteras y el alcantarillado. En 1882, el Met amplió su línea desde Aldgate hasta una estación temporal en la Torre de Londres. Se firmaron dos contratos para construir líneas conjuntas, desde Mansion House hasta la Torre en 1882 y desde el Círculo al norte de Aldgate hasta Whitechapel con una curva de enlace hacia el ELR en 1883. Desde el 1 de octubre de 1884, el Ferrocarril del Distrito y el Met comenzaron a operar trenes desde St Mary's a través de esta curva en el ELR hacia la estación de New Cross del SER. Después de una ceremonia de inauguración oficial el 17 de septiembre y una serie de recorridos de prueba, el servicio en la línea circular comenzó el lunes 6 de octubre de 1884. El mismo día, el Met modificó algunos servicios del H&CR sobre el ELR a New Cross, haciendo escala en las nuevas estaciones conjuntas de Aldgate East y St Mary's. Se abrieron estaciones conjuntas en la línea circular en Cannon Street, Eastcheap (Monument desde el 1 de noviembre de 1884) y Mark Lane. La estación del Met en la Torre de Londres se cerró el 12 de octubre de 1884, después de que el Ferrocarril del Distrito se negara a vender billetes para esta estación. Inicialmente, el servicio era de ocho trenes por hora, completando el círculo de 13 millas (20,9 km) entre 81 y 84 minutos, pero resultó imposible de mantener y se redujo a seis trenes por hora con un tiempo de 70 minutos en 1885. No se permitieron descansos de relevo a los agentes del ferrocarril durante su turno hasta septiembre de 1885, cuando se les permitieron tres descansos de 20 minutos.

### Línea de Extensión, 1868-1899

#### Baker Street hasta Harrow
En abril de 1868, el Ferrocarril Metropolitano & St John's Wood (M&SJWR) abrió un tramo de vía única con un túnel hasta la estación de Swiss Cottage desde los nuevos andenes habilitados en Baker Street (la parada pasó a llamarse Baker Street East). Había estaciones intermedias en St John's Wood Road y Marlborough Road, ambas con vías de apartado pasantes, y el Met operaba la línea con un tren cada 20 minutos. Se construyó una conexión con el Inner Circle en Baker Street, pero los trenes dejaron de circular por esta vía después de 1869.
La intención original del M&SJWR era llegar a la estación del Ferrocarril de Londres y del Noroeste en Finchley Road (ahora Finchley Road & Frognal). Antes de que comenzara la construcción, se propuso un ramal desde un desvío a poca distancia al norte de la estación de Swiss Cottage que discurría hacia el norte 1,5 kilómetros (0,9 mi) a través de un campo en su mayor parte abierto hasta Hampstead, donde la estación se ubicaría al este del centro del pueblo. El ramal se autorizó en mayo de 1865, y ya aparecía en algunos mapas. Las dificultades financieras significaron que la línea solo avanzó hasta Swiss Cottage, y el ramal a Hampstead se canceló en 1870. Se construyó una sección de 156 yardas (142,6 m) en túnel al norte de la estación de Swiss Cottage para el ramal de Hampstead, la mayor parte del cual se utilizó para la posterior extensión hacia el noroeste. Un tramo corto hacia Hampstead quedó sin uso, que es todavía visible cuando se viaja en la Línea Metropolitana hacia el sur.
A principios de la década de 1870, el número de pasajeros era bajo y el M&SJWR buscaba extender su línea para generar nuevo tráfico. Recién nombrado director del Met, Watkin vio esta extensión como una prioridad, ya que el costo de la construcción sería más bajo que en las áreas urbanizadas y las tarifas más altas, y además el tráfico también se conectaría con el Círculo Interior. En 1873, el M&SJWR recibió autorización para llegar a la zona rural de Middlesex en Neasden, pero como el lugar habitado más cercano a Neasden era Harrow, se decidió prolongar la línea 3,5 millas (5,6 km) más allá de Harrow, para lo que se concedió el permiso en 1874. Para la exposición organizada por la Real Sociedad de Agricultura de 1879 en Kilburn, se abrió un tramo de vía única a West Hampstead el 30 de junio de 1879, con un andén temporal en Finchley Road. La doble vía y un servicio completo a Willesden Green se pusieron en servicio el 24 de noviembre de 1879 con una estación en Kilburn & Brondesbury (ahora Kilburn). La línea se extendió 5 millas 37,5 cadenas (8 km) hasta Harrow, comenzando el servicio desde Baker Street el 2 de agosto de 1880. La estación intermedia en Kingsbury Neasden (ahora Neasden) se abrió el mismo día. Dos años después, se duplicó el túnel de vía única entre Baker Street y Swiss Cottage y el Met absorbió al M&SJWR.
En 1882, el Met trasladó su fábrica de coches de pasajeros de Edgware Road a Neasden. Se abrió una fábrica de locomotoras en 1883 y una planta de producción de gas en 1884. Para acomodar a los empleados que se mudaban de Londres, se construyeron más de 100 cabañas y diez tiendas para alquilar. En 1883, un aula escolar y una iglesia ocuparon dos de las tiendas; dos años más tarde se entregó un terreno a la Iglesia Wesleyana para la construcción de un templo y una escuela para 200 niños.

#### Desde Harrow hasta Verney Junction, Brill Branch y Wembley Park
En 1868, el duque de Buckingham abrió el Ferrocarril de Aylesbury y Buckingham (A&BR), un tramo de vía única de 12,75 millas (20,5 km) desde Aylesbury hasta una nueva estación en Verney Junction en la línea de Bletchley a Oxford del Ferrocarril de Buckinghamshire. Al principio, el LNWR, que operaba la línea de Bletchley a Oxford, había brindado un apoyo tibio, pero cuando se construyó la línea, la relación entre las dos compañías se había interrumpido. El Ferrocarril de Wycombe construyó una línea de vía única desde Princes Risborough hasta Aylesbury, y cuando el GWR se hizo cargo de esta empresa, operaba servicios de transporte desde Princes Risborough a través de Aylesbury hasta Quainton Road y desde Quainton Road hasta Verney Junction.
El A&BR tenía autorización para construir una extensión hacia el sur hasta Rickmansworth, conectando con el Ferrocarril de Watford y Rickmansworth del LNWR. Tras las negociaciones entre el duque de Buckingham y Watkin, se acordó que esta línea se extendería hacia el sur para encontrarse con el Met en Harrow y se concedió permiso para esta extensión en 1874. Watkin se incorporó a la junta del A&BR en 1875. No se logró reunir financiación para la obra, y el Met tuvo que volver al Parlamento en 1880 y 1881 para obtener el permiso para construir un ferrocarril de Harrow a Aylesbury. Se llegó a Pinner en 1885 y el 1 de septiembre de 1887 comenzó un servicio cada hora desde Rickmansworth y Northwood hasta Baker Street. Para entonces, captar dinero se estaba volviendo muy difícil, aunque había apoyo local para una estación en Chesham. Autorizado en 1885, se colocó una vía doble desde Rickmansworth a lo largo de 5 millas (8 km) y un tramo de vía sencilla hasta Chesham. Los servicios a Chesham con escala en Chorley Wood y Chalfont Road (ahora Chalfont & Latimer) comenzaron el 8 de julio de 1889.
El Met se hizo cargo del A&BR el 1 de julio de 1891 y se abrió un andén temporal en Aylesbury el 1 de septiembre de 1892 para los trenes que hacían escala en Amersham, Great Missenden, Wendover y Stoke Mandeville. En 1894, se inauguró la estación conjunta del Met y del GWR en Aylesbury. Más allá de Aylesbury hasta Verney Junction, los puentes no eran lo suficientemente resistentes para las locomotoras del Met. El GWR se negó a colaborar para resolver este problema, por lo que se arrendaron locomotoras del LNWR hasta que se compraron dos locomotoras de la Clase D. La línea se actualizó y se duplicó; y las estaciones se reconstruyeron según los estándares de la línea principal, permitiendo organizar un servicio a través de Baker Street hasta Verney Junction desde el 1 de enero de 1897, haciendo escala en la nueva estación de Waddesdon Manor, y con las estaciones de Quainton Road, Granborough Road y Winslow Road remodeladas.
Desde Quainton Road, el duque de Buckingham había construido un ramal ferroviario de 6,5 millas (10,5 km), el Tranvía de Brill. En 1899, había cuatro trenes mixtos de pasajeros y mercancías en cada dirección entre Brill y Quainton Road. Se había propuesto que el Met comprase la línea, pero finalmente se hizo cargo de las operaciones en noviembre de 1899, y alquiló la línea por 600 libras al año. La vía se volvió a colocar y las estaciones se reconstruyeron en 1903. Los servicios de pasajeros fueron proporcionados por locomotoras Clase A y Clase D y coches rígidos de ocho ruedas Oldbury.
En 1893, se abrió una nueva estación en Wembley Park, utilizada inicialmente por el Old Westminsters Football Club, pero principalmente para servir a un centro deportivo, de ocio y de exposiciones previsto en la zona. Se planeó una torre de 1159 pies (353,3 m) de altura (más alta que la recién construida Torre Eiffel), pero la atracción no fue un éxito y solo se construyó hasta la primera plataforma, a una altitud de 200 pies (61,0 m). La torre se conoció como "Watkin's Folly" y fue desmantelada en 1907 después de que se descubriera que se estaba inclinando.

Alrededor de 1900, había seis paradas de trenes por hora entre Willesden Green y Baker Street. Uno de ellos provenía de Rickmansworth y otro de Harrow, mientras que el resto comenzaba en Willesden Green. También había un tren cada dos horas desde Verney Junction, que paraba en todas las estaciones hacia Harrow, y luego en Willesden Green y Baker Street. El horario se dispuso para que el tren rápido saliera de Willesden Green justo antes que un servicio con paradas, de forma que llegara a Baker Street justo después que el servicio inmediatamente anterior.

#### Gran Ferrocarril Central

En 1906, el Great Central tenía dos rutas a Londres, por el Met a través de Amersham o por el Ferrocarril Combinado Great Central y Great Western a través de High Wycombe

Watkin también fue director del Ferrocarril de Mánchester, Sheffield y Lincolnshire (MS&LR) y tenía planes para una extensión desde Londres de 99 millas (159 km) de longitud para unirse al Met justo al norte de Aylesbury. Se realizaron sugerencias en el sentido de que Baker Street podría usarse como la terminal de Londres, pero entre 1891 y 1892, el MS&LR había llegado a la conclusión de que necesitaba su propia estación e instalaciones de mercancías en el área de Marylebone. Se aprobó una ley para este ferrocarril en 1893, pero Watkin enfermó y renunció a su cargo de director en 1894. Poco después de su partida, la relación entre las dos empresas empeoró.
En 1895, el MS&LR presentó un proyecto de ley al Parlamento para construir dos vías desde Wembley Park hasta Canfield Place, cerca de la estación Finchley Road, con el fin de permitir que sus trenes expresos pasaran directamente, interfiriendo con el servicio con paradas del Met. El Met protestó antes de que se acordara que se construirían unas vías para uso exclusivo del MS&LR. Al reconstruir puentes sobre las líneas de Wembley Park a Harrow para el MS&LR, viendo una necesidad futura, el Met cuadriplicó la línea al mismo tiempo y el MS&LR solicitó el uso exclusivo de dos vías. El MS&LR tenía la autoridad necesaria para conectarse con el Círculo en Marylebone, pero el Met sugirió imposición de unos términos onerosos. En ese momento, el MS&LR se estaba quedando sin dinero y abandonó el enlace.
Dado el estado de las relaciones entre las dos compañías, el MS&LR no estaba contento porque dependía totalmente del Met para acceder a Londres y, a diferencia de su ferrocarril hacia el norte, al sur de Aylesbury había varias restricciones de velocidad y subidas largas, con pendientes de hasta 1 en 90 en algunos lugares. En 1898, el MS&LR y el GWR presentaron conjuntamente un proyecto de ley al Parlamento para un ferrocarril (el Ferrocarril Combinado Great Western y Great Central) con ramales de conexión cortos desde Grendon Underwood, al norte de Quainton Road, hasta  Ashendon; y desde Northolt hasta Neasden. El Met protestó, alegando que el proyecto de ley era 'incompatible con el espíritu y los términos' de los acuerdos que había suscrito con el MS&LR. El MS&LR recibió autorización para proceder, pero el Met obtuvo el derecho a una compensación. Se llegó a un acuerdo temporal para permitir cuatro trenes de carbón del MS&LR por día sobre las líneas del Met a partir del 26 de julio de 1898. El MS&LR deseaba que estos trenes también usaran la ruta del GWR desde Aylesbury a través de Princes Risborough hacia Londres, mientras que el Met consideró que esta condición no estaba recogida por el acuerdo. A un tren programado para usar la ruta del GWR no se le permitió el acceso a las líneas del Met en Quainton Road en las primeras horas del 30 de julio de 1898, y tuvo que regresar al norte. Una audiencia judicial posterior falló a favor del Met, atendiendo al carácter temporal del acuerdo.

El MS&LR cambió su nombre a Gran Ferrocarril Central (GCR) en 1897 y la Línea Principal Gran Central de Marylebone en Londres a Mánchester Central se abrió al tráfico de pasajeros el 15 de marzo de 1899. Las negociaciones sobre la línea entre el GCR y el Met duraron varios años, y en 1906 se acordó que dos vías de Canfield Place a Harrow serían arrendadas al GCR por 20.000 libras al año, y se creó el Ferrocarril Combinado Metropolitano y Gran Central, arrendando la línea desde Harrow a Verney Junction y el ramal de Brill por 44.000 libras al año, con el GCR garantizando colocar al menos tráfico en la línea por valor de 45.000 libras al año. La estación de Aylesbury, que había sido administrada conjuntamente por el GWR y el Met, se colocó en un comité conjunto formado por representantes del Great Western & Great Central; del Metropolitano y del Gran Central, y generalmente se la conoce como la estación de Aylesbury Joint. El Comité Conjunto del Met & GC se hizo cargo de la operación de las estaciones y de la línea, pero no tenía material rodante. El Met proporcionó la gestión y el GCR las cuentas durante los primeros cinco años antes de que las empresas cambiaran de funciones, luego alternando cada cinco años hasta 1926. El Met mantuvo la línea al sur de la milla 28,5 (al sur de Great Missenden), mientras que el GCR se hizo cargo del tramo situado al norte.

### Electrificación, 1900-1914

#### Desarrollo

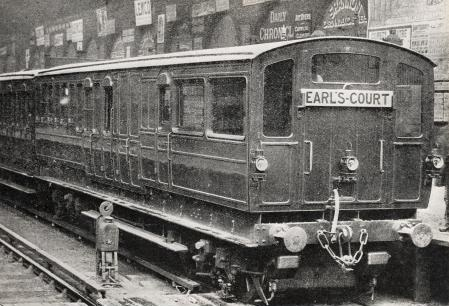
El tren de pasajeros experimental de propiedad conjunta, que funcionó durante seis meses en 1900

A principios del siglo XX, el Ferrocarril del Distrito y el Met vieron una mayor competencia en el centro de Londres por parte de las nuevas líneas del metro eléctrico, que disponían de túneles más profundos. Con la apertura en 1900 del Ferrocarril Central de Londres de Shepherd's Bush a la City con una tarifa fija de 2 peniques, el Ferrocarril del Distrito y el Met perdieron juntos cuatro millones de pasajeros entre la segunda mitad de 1899 y la segunda mitad de 1900. La atmósfera contaminada en los túneles se estaba volviendo cada vez más impopular entre los pasajeros y la conversión a la tracción eléctrica se consideraba el camino a seguir. El Met había considerado la electrificación ya en la década de 1880, pero dicho método de tracción aún estaba en sus inicios, y se necesitaría un acuerdo con el Ferrocarril del Distrito debido a la propiedad compartida del Inner Circle. Un tren de propiedad conjunta de seis vagones realizó un servicio de pasajeros experimental en la sección de Earl's Court a High Street Kensington durante seis meses en 1900. Esto se consideró un éxito, se solicitaron ofertas y en 1901 un comité conjunto del Met y del Ferrocarril del Distrito recomendó el sistema de corriente alterna trifásico con cables aéreos de la empresa Ganz. Este planteamiento fue aceptado por ambas partes hasta que la Compañía de Ferrocarriles Eléctricos Subterráneos de Londres (UERL) tomó el control del Ferrocarril del Distrito. La UERL estaba dirigida por el estadounidense Charles Yerkes, cuya experiencia en su país lo llevó a preferir la corriente continua con un tercer carril de alimentación similar al del Ferrocarril de la City y del Sur de Londres y al del Ferrocarril central de Central Londres. Después del arbitraje de la Cámara de Comercio, se adoptó un sistema de corriente continua con cuatro raíles y los ferrocarriles comenzaron a electrificarse utilizando coches remolcados por locomotoras eléctricas y también por unidades múltiples.
En 1904, el Met abrió una planta de generación eléctrica de 10,5 MW alimentada con carbón en Neasden, que suministraba corriente a 11 kV y 33,3 Hz a cinco subestaciones que la convertían a 600 V en corriente continua usando conmutatrices.
Mientras tanto, el Ferrocarril del Distrito había estado construyendo una línea desde Ealing hasta South Harrow y disponía de la autorización necesaria para construir una extensión hasta Uxbridge. En 1899, el Ferrocarril del Distrito tuvo problemas para recaudar fondos, y el Met ofreció un paquete de rescate mediante el cual construiría un ramal desde Harrow hasta Rayners Lane y se haría cargo de la línea a Uxbridge, y el Distrito conservaría los derechos de circulación de hasta tres trenes por hora. La Ley necesaria se aprobó en 1899 y la construcción del ramal de 7,5 millas (12,1 km) comenzó en septiembre de 1902, lo que requirió 28 puentes y un viaducto de 1,5 millas (2,4 km) de largo con 71 arcos en Harrow. Como esta línea estaba en construcción, se incluyó en la lista de líneas a electrificar, junto con el ferrocarril de Baker Street a Harrow,, el Círculo Interior y el Ferrocarril Combinado GWR y Met H&C. El Met abrió la línea a Uxbridge el 30 de junio de 1904, con una estación intermedia en Ruislip, inicialmente operada con trenes de vapor. Se instalaron andenes de madera de la longitud de tres coches en Ickenham el 25 de septiembre de 1905, seguidos de estructuras simples similares en Eastcote y en Rayners Lane el 26 de mayo de 1906.

#### Funcionamiento de los trenes eléctricos
Las unidades múltiples eléctricas comenzaron a funcionar el 1 de enero de 1905 y, para el 20 de marzo, todos los servicios locales entre Baker Street y Harrow eran eléctricos. El uso de trenes de seis coches se consideró un desperdicio en la línea con poco uso a Uxbridge; y al operar un servicio de transporte de tres coches fuera de las horas punta a Harrow, el Met despertó el descontento de la Cámara de Comercio por usar un coche automotor para impulsar dos remolques. Se utilizó un tren de vapor corto para servicios fuera de las horas punta desde finales de marzo, mientras que algunos remolques se modificaron para agregar una cabina de conducción y entraron en servicio a partir del 1 de junio.
El 1 de julio de 1905, el Met y el Ferrocarril del Distrito introdujeron unidades eléctricas en el Círculo Interior, hasta que ese mismo día una unidad múltiple del Met rompió el riel de corriente positiva en las vías del Ferrocarril del Distrito y se retiró el servicio del Met. Se encontró una incompatibilidad entre la forma en que se montaron las zapatas de conexión en los trenes Met y la vía del Ferrocarril del Distrito, y los trenes del Met se retiraron para ser modificados. El servicio completamente electrificado comenzó el 24 de septiembre, reduciendo el tiempo de viaje alrededor del Círculo Interior de 70 a 50 minutos.
El GWR construyó una central eléctrica de 6 MW en Park Royal y electrificó la línea entre Paddington y Hammersmith y el ramal de Latimer Road a Kensington (Addison Road). Un servicio electrificado con material rodante de propiedad conjunta comenzó en el H&CR el 5 de noviembre de 1906. Ese mismo año, el Met suspendió el funcionamiento de la Línea del Este de Londres y terminó en la estación del Ferrocarril del Distrito en Whitechapel hasta que la línea se electrificó en 1913. El servicio del H&CR a Richmond sobre las vías del L&SWR dejó de funcionar el 31 de diciembre de 1906. Automotores de vapor del GWR circularon desde Ladbroke Grove hasta Richmond hasta el 31 de diciembre de 1910.
La línea más allá de Harrow no estaba electrificada, por lo que los trenes fueron transportados por locomotoras eléctricas desde Baker Street, siendo cambiadas por locomotoras de vapor en el camino. A partir del 1 de enero de 1907, el intercambio de máquinas pasó a realizarse en Wembley Park. A partir del 19 de julio de 1908, las locomotoras se cambiaron en Harrow. Los servicios del GWR para las horas punta a la City continuaron operando. La tracción eléctrica reemplazaba al vapor en Paddington a partir de enero de 1907, aunque los servicios de mercancías a Smithfield continuaron siendo transportados por locomotoras de vapor en todo momento.
En 1908, Robert Selbie fue nombrado Gerente General, cargo que ocupó hasta 1930.
En 1909 comenzó la limitación de los servicios pasantes a través de la City. La estación de Baker Street se reconstruyó con cuatro vías y dos andenes en isla en 1912. Para hacer frente al aumento del tráfico, la línea al sur de Harrow se cuadriplicó, en 1913 desde Finchley Road hasta Kilburn, y en 1915 hasta Wembley Park. La línea desde Finchley Road a Baker Street permaneció en doble vía, lo que provocó un cuello de botella.

#### Metro de Londres

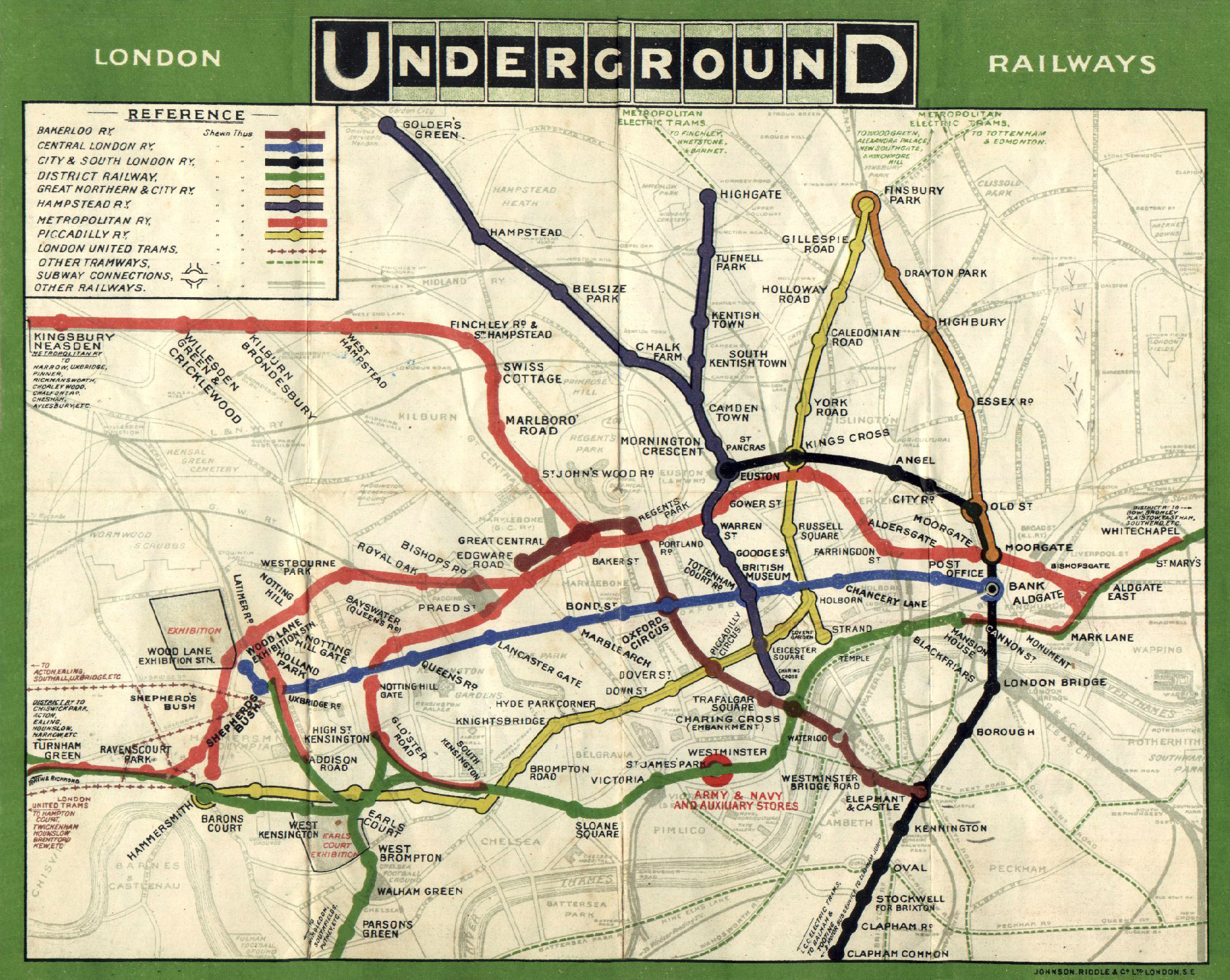
Mapa conjunto del UNDERGROUND publicado en 1908. El Ferrocarril Metropolitano se muestra en rojo

Para promocionar los viajes en los trenes subterráneos de Londres, se llegó a un acuerdo de publicidad conjunto. En 1908, el Met se sumó a esta propuesta, que incluía mapas, publicidad conjunta y la emisión de billetes combinados. Los letreros con las iniciales UNDERGROUND se colocaron en el exterior de todas las estaciones del centro de Londres. Finalmente, el UERL controló todos los ferrocarriles subterráneos excepto el Met y el Waterloo & City; e introdujo los conocidos paneles con los nombres de las estaciones rotulados en blanco en una barra azul sobre un disco rojo. El Met respondió señalando sus estaciones con carteles que tenían la forma de un diamante rojo y una barra azul.
Un intento de coordinar la operativa de las compañías mediante una Conferencia de Gerentes Generales fracasó después de que Selbie se retirase en 1911, cuando el Ferrocarril Central de Londres, sin tener en consideración los asuntos que estaban siendo tratados en la conferencia, fijó los precios de sus billetes de temporada significativamente más bajos que los de las rutas del Met. Las sugerencias de fusión con el Underground Group fueron rechazadas por Selbie, y un comunicado de prensa de noviembre de 1912 denunciaba los intereses del Met en áreas fuera de Londres, sus relaciones con los ferrocarriles principales y su negocio de transporte de mercancías.

#### Ferrocarril del Este de Londres
Después de que el Met y el Ferrocarril del Distrito se retiraron del ELR en 1906, los servicios fueron prestados por el Ferrocarril del Sureste, por el Ferrocarril de Londres, Brighton y de la Costa Sur (LB&SCR) y por el Great Eastern Railway. Tanto el Met como el Ferrocarril del Distrito querían ver la línea electrificada, pero ellos mismos no podían justificar el costo total. Las discusiones continuaron y en 1911 se acordó que el ELR se electrificaría con la UERL proporcionando energía y el Met el servicio de trenes. Los poderes parlamentarios se obtuvieron en 1912 y los servicios se reiniciaron el 31 de marzo de 1913, el Met operaba dos trenes por hora desde la estación de New Cross del SER y del LB & SCR a South Kensington, y ocho lanzaderas por hora alternativamente desde las estaciones de New Cross a Shoreditch.

#### Ferrocarril Gran Norte y de la City
Se planeó el Ferrocarril Gran Norte & de la City (GN&CR) para permitir que los trenes circularan desde la línea del GNR en Finsbury Park directamente a la City en Moorgate. Los túneles eran lo suficientemente grandes para permitir  el paso de los trenes de las líneas principales, con un diámetro interno de 16 pies (4,9 m), en contraste con los del Ferrocarril Central de Londres, que contaban con un diámetro inferior a 12 pies (3,7 m). El GNR finalmente se opuso al plan, y la línea se inauguró en 1904 debiendo construirse la terminal del Ferrocarril del Norte y de la City en un túnel situado por debajo de la estación del GNR en Finsbury Park.
Preocupado de que el GNR desviara sus servicios de Moorgate hacia las Líneas Ampliadas de la City para operar a través del GN&CR, el Met buscó hacerse con el control del GN&CR. Se presentó un proyecto de ley en 1912-1913 para permitir esta propuesta, incluyendo extensiones para unir el GN&CR al Círculo Interno entre Moorgate y Liverpool Street y la Línea de Waterloo y de la City. Se autorizó la extensión, pero las nuevas obras ferroviarias se eliminaron del proyecto de ley tras la oposición de los propietarios de la City. Al año siguiente, el Met y el GNR presentaron conjuntamente un proyecto de ley con planes modificados que también habrían permitido una conexión entre el GN&CR y el GNR en Finsbury Park. El proyecto de ley también fue retirado, esta vez con la oposición del Ferrocarril del Norte de Londres.

### La Primera Guerra Mundial y "Metro-land", 1914-1932

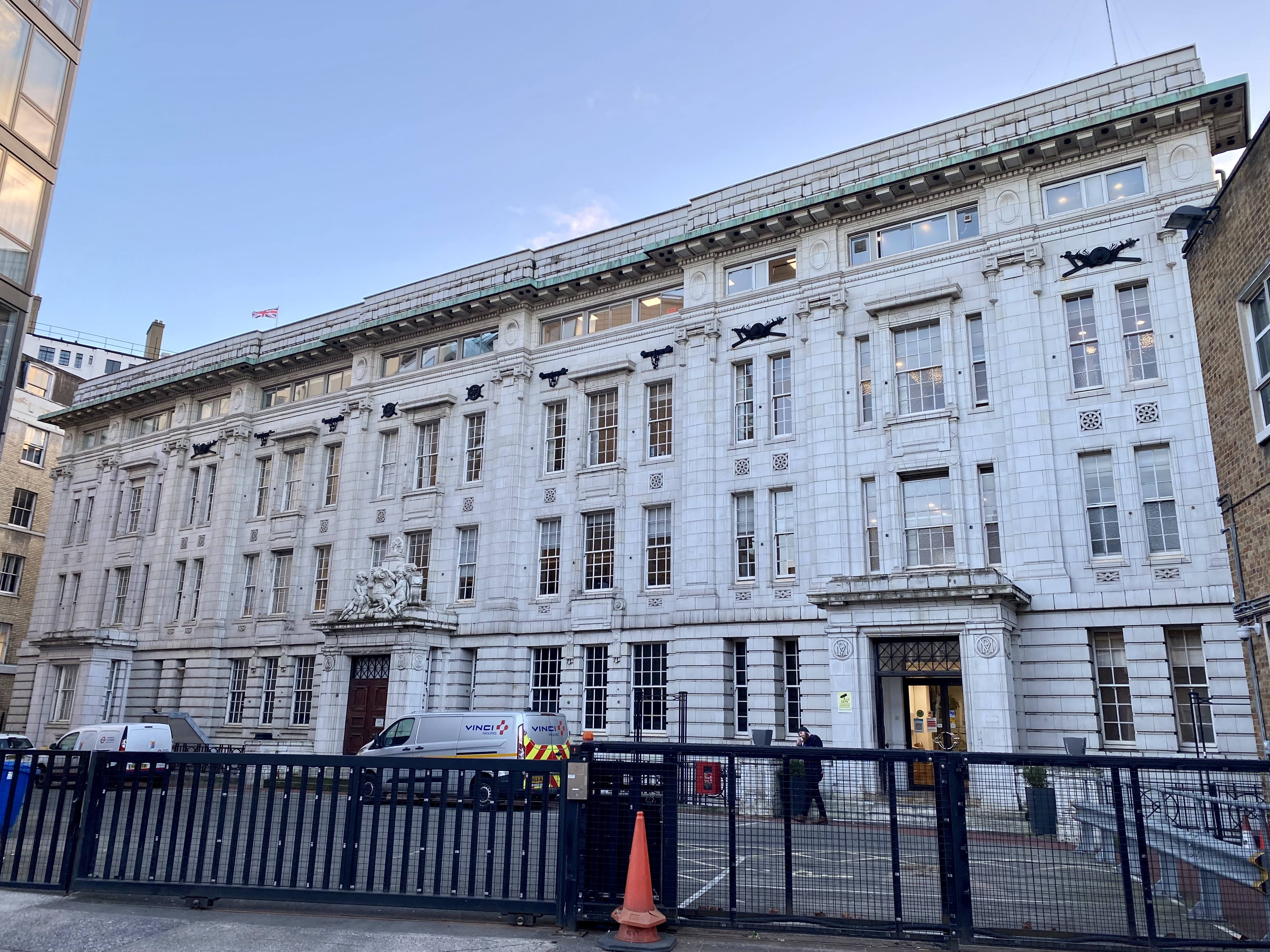
La sede del ferrocarril se construyó en 1913 en Allsop Place, detrás de la estación de Baker Street

#### Primera Guerra Mundial
El 28 de julio de 1914 estalló la Primera Guerra Mundial y el 5 de agosto de 1914 el Met quedó sujeto al control del gobierno a través del Comité Ejecutivo del Ferrocarril. Perdió una cantidad significativa de personal que se ofreció como voluntario para el servicio militar y, a partir de 1915, se contrató a mujeres como empleadas de reserva y cobradoras de billetes. Las Líneas Ampliadas de la City adquirieron una gran importancia estratégica como enlace entre los puertos del canal y las principales líneas hacia el norte, utilizadas por los movimientos de tropas y mercancías. Durante los cuatro años de guerra, la línea vio el paso de 26.047 trenes militares que transportaron 250 000 toneladas largas (254 000 t) de materiales; las curvas pronunciadas impedían que los trenes ambulancia regresaran con heridos por esta ruta. El control gubernamental se canceló el 15 de agosto de 1921.

#### Desarrollo de terrenos metropolitanos

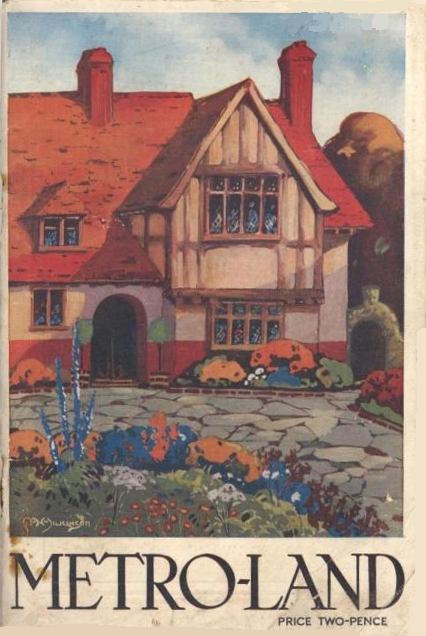
La portada de la guía METRO-LAND publicada en 1921

A diferencia de otras empresas ferroviarias, que estaban obligadas a disponer de los terrenos excedentes, el Met se encontraba en una posición privilegiada con cláusulas en sus actas que le permitían retener los terrenos que creía necesarios para el futuro uso ferroviario. Inicialmente, los terrenos excedentes eran administrados por el Comité de Tierras, integrado por los directores del Met. En la década de 1880, al mismo tiempo que el ferrocarril se extendía más allá de Swiss Cottage y se construía el poblado ferroviarios para los trabajadores en Neasden, se construyeron caminos y alcantarillado en Willesden Park Estate y la tierra se vendió a los constructores. Siguieron desarrollos similares en Cecil Park, cerca de Pinner y, después del fracaso como atracción turística de la torre de Wembley, se vendieron parcelas en Wembley Park.
En 1912, Selbie, entonces Gerente General, pensó que se necesitaba una gestión más profesional de los terrenos, y sugirió que se formara una compañía para reemplazar al Comité de Tierras Excedentes con el fin de desarrollar los suelos cercanos al ferrocarril. La Primera Guerra Mundial retrasó estos planes, y ya en 1919 había expectativas de un inminente auge inmobiliario, antes de que se formara la Compañía de Terrenos Rústicos del Ferrocarril Metropolitano (MRCE). Con la preocupación de que el Parlamento pudiera reconsiderar la posición única que ocupaba el Met, la compañía ferroviaria buscó asesoramiento legal, concluyéndose que el Met tenía autoridad para poseer tierras, pero no tenía ninguna para desarrollarlas. Se creó una nueva empresa, de la que todos menos uno de sus directores pertenecían al Met. El MRCE desarrolló fincas en Kingsbury Garden Village cerca de Neasden, Wembley Park, Cecil Park y Grange Estate en Pinner, y Cedars Estate en Rickmansworth, y creó lugares como Harrow Garden Village.
El término Metro-land fue acuñado por el departamento de publicidad del Met en 1915, cuando la "Guía de la Línea de Extensión" se convirtió en la guía "Metro-land", con un precio de 1d. Su objetivo era promover los terrenos servidos por el Met para el caminante, el visitante, y más adelante, el buscador de vivienda. Publicada anualmente hasta 1932, el último año completo de la compañía como entidad independiente, la guía ensalzaba los beneficios de "El buen aire de los Chilterns", utilizando un lenguaje como "Cada amante de Metroland bien puede tener su propio bosque favorito de hayas y arbustos: todo un trémulo encanto verde en primavera y rojizo y dorado en octubre". El sueño promovido era el de una casa moderna en un hermoso entorno campestre, con un rápido servicio ferroviario al centro de Londres.
Aproximadamente desde 1914, la compañía se promocionó a sí misma como "The Met", pero después de 1920, el gerente comercial, John Wardle, se aseguró de que los horarios y otro material publicitario usaran el término "Metro" en su lugar. El desarrollo del suelo también se produjo en el centro de Londres, cuando en 1929 Chiltern Court, un gran y lujoso bloque de apartamentos, se inauguró en Baker Street, diseñado por el arquitecto del Met Charles Walter Clark, quien también fue responsable por entonces del diseño de una serie de remodelaciones de las estaciones a cielo abierto de "Metro-land".

#### Mejoras de la infraestructura

Un plan de 1925 para una línea secundaria desde Kilburn & Brondesbury hasta Edgware Road para reducir el tráfico en los túneles entre Finchley Road y Baker Street

Para mejorar los servicios exteriores de pasajeros, en 1920 se introdujeron las potentes locomotoras de vapor de la Clase H, capaces de alcanzar 75 mph (120,7 km/h), seguidas en 1922-1923 por nuevas locomotoras eléctricas con una velocidad máxima de 65 mph (105 km/h). La capacidad de generación de la central eléctrica de Neasden se incrementó a aproximadamente 35 MW y el 5 de enero de 1925 los servicios eléctricos llegaron a Rickmansworth, lo que permitió desplazar el lugar donde se intercambiaban las locomotoras de vapor y las eléctricas.
En 1924 y 1925, se llevó a cabo en Wembley Park Estate la Exhibición del Imperio Británico, para lo que la anexa estación de Wembley Park se reconstruyó con un nuevo andén en isla y un puente cubierto que la conectaba con la exposición. El Met exhibió un coche eléctrico de unidades múltiples en 1924, que al año siguiente se incorporó al servicio con la locomotora eléctrica n.º 15, que posteriormente se denominaría "Wembley 1924". Un estadio deportivo nacional, el Estadio de Wembley se construyó en el lugar que ocupó la Torre de Watkin. Con una capacidad de 125.000 espectadores, se utilizó por primera vez para la Final de la FA Cup el 28 de abril de 1923. El partido fue precedido por escenas caóticas cuando multitudes que excedían la capacidad del recinto entraron al estadio. En la edición de la guía METRO-LAND de 1926, el Met se jactó de haber transportado a 152.000 pasajeros a Wembley Park ese día.
En 1925, se abrió un ramal desde Rickmansworth hasta Watford. Había una estación de tren en Watford desde 1837, pero en 1895 la Asociación de Comerciantes de Watford había propuesto al Met una línea a Watford a través de Stanmore. Se realizaron nuevos contactos en 1904, esta vez junto con el Consejo del Distrito local, para discutir un nuevo plan para un ramal más corto desde Rickmansworth. Se inspeccionó una posible ruta en 1906 y se depositó un proyecto de ley en 1912 en busca de autorización para una línea conjunta Met & GCR desde Rickmansworth hasta el centro de la ciudad de Watford, que cruzaría Cassiobury Park en un terraplén. Se produjo la oposición local al terraplén, y la línea se redujo a una estación con instalaciones de mercancías justo antes del parque. La Ley enmendada se aprobó el 7 de agosto de 1912 y el Comité Conjunto de Watford se formó antes del comienzo en 1914 de la Primera Guerra Mundial, que retrasó la construcción. Después de la guerra, la Ley de Infraestructuras de Comercio de 1921 ofreció garantías financieras del gobierno para proyectos de capital que promovieran el empleo, lo que permitió comenzar la construcción del ramal en 1922. Durante la construcción, la Ley de Ferrocarriles de 1921 significó que el GCR sería reemplazado por el Ferrocarril de Londres y del Noroeste (LNER) en 1923. En la zona donde el ramal se conectó con la línea de extensión se construyeron dos vías de enlace, lo que permitió el acceso de trenes a Rickmansworth y a Londres. Los servicios comenzaron el 3 de noviembre de 1925 con una estación intermedia en Croxley Green (ahora Croxley), con servicios provistos de unidades múltiples eléctricas del Met a Liverpool Street a través de Moor Park y Baker Street; y por trenes de vapor del LNER a Marylebone. El Met también operaba un servicio de transporte entre Watford y Rickmansworth. Durante 1924-1925, el cruce a nivel al norte de Harrow fue reemplazado por un largo paso a distinto nivel de 1200 pies (365,8 m) para separar Uxbridge y los trenes de la línea principal. En 1927 se hizo otro intento de extender el ramal de Watford a través de Cassiobury Park hasta el centro de la ciudad, y el Met compró una propiedad en Watford High Street con la intención de instalar allí una estación. Las propuestas de excavación de túneles debajo del parque resultaron controvertidas y se abandonó el plan.
Quedaba un cuello de botella en Finchley Road, donde las vías rápidas y lentas convergían en una vía doble hacia los túneles originales del M&SJWR hacia Baker Street. En 1925, se desarrolló un plan para dos nuevos túneles lo suficientemente grandes para el material rodante del Met que se uniría a la línea de extensión en una conexión al norte de la estación de Kilburn & Brondesbury y pasaría por debajo de Kilburn High Street, Maida Vale y Edgware Road hasta Baker Street. El plan incluía tres nuevas estaciones, en Quex Road, Kilburn Park Road y Clifton Road, pero no avanzó después de que el Ministerio de Transporte revisó sus "Requisitos para líneas de pasajeros", que exigían un medio de salida en caso de emergencia en los extremos de los trenes que circulaban por galerías profundas: el material rodante con compartimentos utilizado al norte de Harrow no cumplía con este requisito. La estación de Edgware Road había sido reconstruida con cuatro andenes y tenía indicadores de destino del tren, incluidas estaciones como Verney Junction y Uxbridge.
En la década de 1920, fuera de las horas punta, había un tren cada 4 o 5 minutos desde Wembley Park hasta Baker Street. En general, había dos servicios por hora desde Watford y Uxbridge que funcionaban sin escalas desde Wembley Park y los servicios de parada comenzaban desde Rayners Lane, Wembley Park y Neasden. La mayoría no se denía en Marlborough Road ni en St John's Wood Road. Fuera de las horas punta, las estaciones al norte de Moor Park generalmente eran atendidas por trenes de Marylebone. Durante las horas punta, los trenes se acercaban a Baker Street cada 2,5 a 3 minutos, y la mitad pasaba por Moorgate, Liverpool Street o Aldgate. En el Círculo Interior, un tren de Hammersmith pasaba por Baker Street cada 6 minutos, y los servicios de Kensington (Addison Road) terminaban en Edgware Road. Estaba resultando difícil mantener una frecuencia de diez trenes por hora en la línea circular, y la solución elegida fue que el Ferrocarril del Distrito extendiera su servicio de Putney a Kensington High Street alrededor del Círculo Interior hasta Edgware Road, usando los nuevos andenes; y que el Met distribuyera sus coches en todo el Círculo Interior con una frecuencia de ocho trenes por hora.
La construcción de un ramal desde Wembley Park hasta Stanmore comenzó en 1929, con la intención de dar servicio a un nuevo desarrollo de viviendas en Canons Park, con estaciones en Kingsbury y Canons Park (Edgware) (rebautizado como Canons Park en 1933). El gobierno volvió a garantizar la financiación, esta vez en virtud de la Ley de subvenciones y garantías de préstamos para el desarrollo, y el proyecto también cuadriplicó las vías desde Wembley Park hasta Harrow. La línea se electrificó con señales luminosas automáticas controladas desde una caseta de señales en Wembley Park, y se inauguró el 9 de diciembre de 1932.

### Junta de Transporte de Pasajeros de Londres, 1933
A diferencia del UERL, el Met se benefició directamente del desarrollo de las urbanizaciones del "Metro-land" cerca de sus líneas, y siempre había podido pagar un dividendo a sus accionistas. Las primeras cuentas no son fiables, pero a finales del siglo XIX pagaba un dividendo de alrededor del 5%, que disminuyó a partir de 1900 cuando los tranvías eléctricos y el Ferrocarril Central de Londres atrajeron a los pasajeros. Se alcanzó un mínimo de 1⁄2 por ciento en 1907-1908, pero los dividendos aumentaron al 2% en 1911-1913, cuando los pasajeros regresaron al Met después de su electrificación. El estallido de la Primera Guerra Mundial en 1914 redujo el dividendo al 1 por ciento. En 1921, la recuperación fue suficiente para pagar un dividendo de 2 1⁄4 por ciento, y después, durante el auge inmobiliario de la posguerra, para que la tasa aumentara al 5 por ciento en 1924 y 1925. La huelga general en Reino Unido de 1926 redujo la rentabilidad al 3 por ciento, pero en 1929 volvió al 4%.
En 1913, el Met había rechazado una propuesta de fusión hecha por el UERL y se mantuvo obstinadamente independiente bajo el liderazgo de Robert Selbie. La Ley de Ferrocarriles de 1921, que se hizo efectiva el 19 de agosto de 1921, no incluía ninguno de los ferrocarriles subterráneos de Londres entre las empresas que debían agruparse, aunque en la etapa del borrador de la ley se había incluido al Met. Cuando se publicaron las propuestas para la integración del transporte público de Londres en 1930, el Met argumentó que debería tener el mismo estatus que los cuatro ferrocarriles principales, y que era incompatible con el UERL debido a sus operaciones de transporte de mercancías. El gobierno vio al Met de manera similar al Ferrocarril del Distrito, ya que ambos operaban conjuntamente el Círculo Interior. Después de que el 13 de marzo de 1931 se publicara el proyecto de ley de transporte de pasajeros de Londres, destinado principalmente a coordinar los pequeños servicios de autobuses independientes, el Met gastó 11.000 libras esterlinas en oponerse a la propuesta. El proyecto de ley sobrevivió a un cambio de gobierno en 1931 y el Met no respondió a la propuesta hecha por la nueva administración de que podría permanecer independiente si renunciaba a sus derechos de operación en el Círculo Interior. A la vista de la situación, los directivos del Met se volcaron en negociar una compensación para sus accionistas. Para entonces, el número de pasajeros había disminuido debido a la competencia de los autobuses y a la depresión económica. En 1932, el último año completo de funcionamiento, se declaró un dividendo porcentual de 1 5⁄8. El 1 de julio de 1933, se creó la Junta de Transporte de Pasajeros de Londres (LPTB) como una corporación pública, y el Met se fusionó con los otros ferrocarriles subterráneos, compañías de tranvías y operadores de autobuses. Los accionistas del Met recibieron 19,7 millones de libras esterlinas por sus participaciones en el LPTB.

### Legado

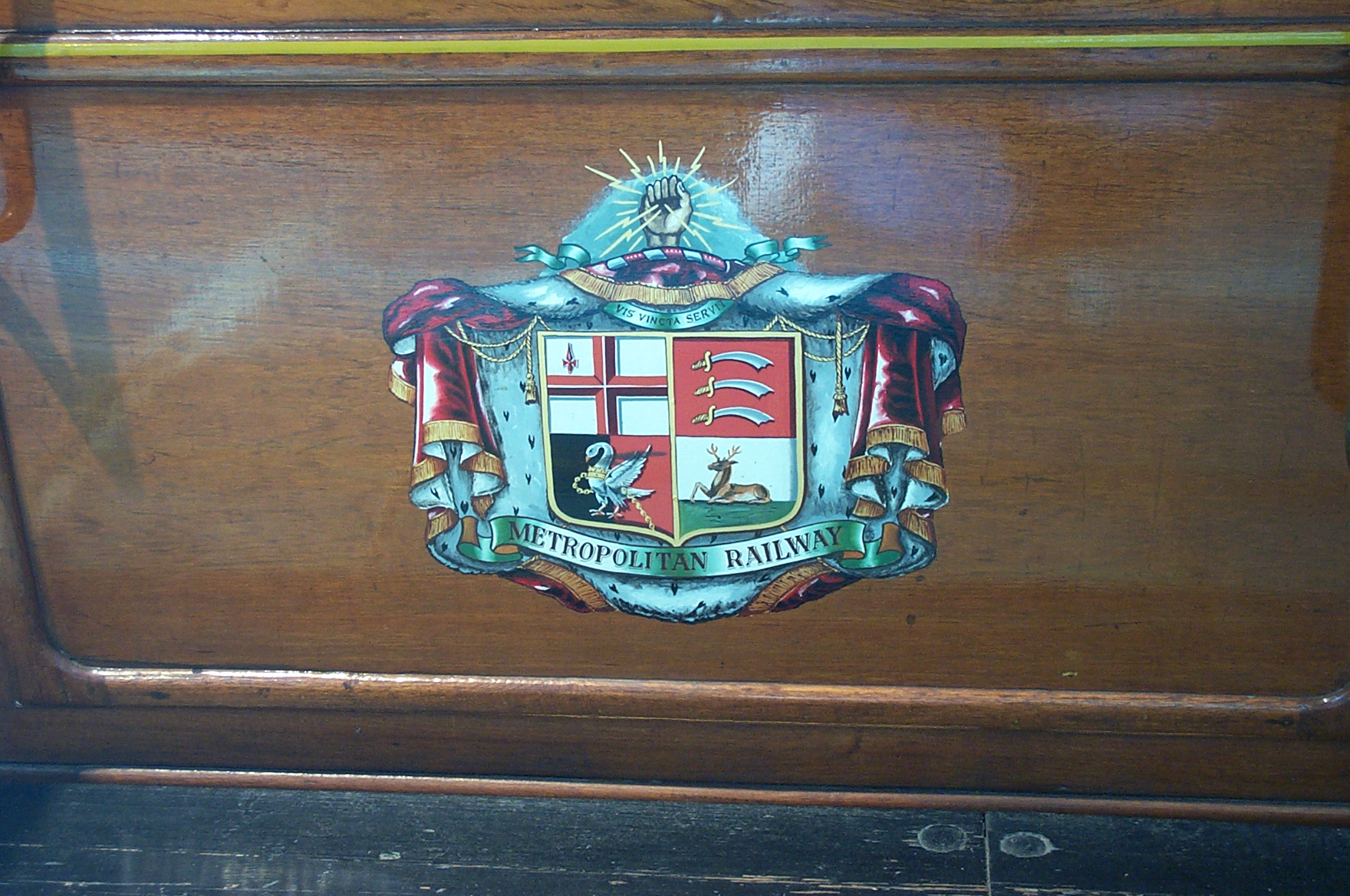
Escudo del Ferrocarril Metropolitano, combinando las armas de Londres, Middlesex, Buckinghamshire y Hertfordshire

El Met se convirtió en la línea Metropolitana del London Transport, y el ramal de Brill se cerró en 1935, seguido por la línea de Quainton Road a Verney Junction en 1936. El LNER se hizo cargo de los trenes de vapor y del transporte de mercancías. En 1936, los servicios de la línea metropolitana se ampliaron de Whitechapel a Barking en la línea del Ferrocarril del Distrito. El Programa de Nuevos Trabajos significó que en 1939 la Línea de Bakerloo se extendió desde Baker Street con nuevos túneles gemelos y estaciones hasta Finchley Road, antes de hacerse cargo de las estaciones intermedias hasta Wembley Park y el ramal de Stanmore. El ramal se transfirió a la línea Jubilee cuando esta se abrió en 1979. El Ferrocarril Gran Norte y de la City permaneció aislado y fue administrado como una sección de la Línea del Norte hasta que British Rail se hizo cargo del servicio en 1976.
Las locomotoras de vapor se utilizaron al norte de Rickmansworth hasta principios de la década de 1960, cuando fueron reemplazadas tras la electrificación hasta Amersham y la introducción de unidades eléctricas múltiples. London Transport canceló sus servicios al norte de Amersham. En 1988, la ruta de Hammersmith a Aldgate y Barking se denominó Hammersmith & City Line, y la ruta de las estaciones de New Cross a Shoreditch se convirtió en la Línea del Este de Londres, dejando la Línea Metropolitana como la ruta de Aldgate a Baker Street y hacia las estaciones del norte a través de Harrow.
Después de la fusión en 1933, la marca "Metro-land" se eliminó rápidamente. A mediados del siglo XX, el espíritu de Metro-land fue recordado en poemas de John Betjeman como "The Metropolitan Railway" publicado en la colección A Few Late Chrysanthemums en 1954, y posteriormente llegó a una audiencia más amplia con su documental televisivo Metro-land, emitido por primera vez el 26 de febrero de 1973. Los suburbios de Metro-land son el escenario de la novela de aprendizaje de Julian Barnes Metroland, publicada en 1980. Una película basada en la novela, también llamada Metroland, se estrenó en 1997.

## Trenes de mercancías
Hasta 1880, el Met no contó con trenes de mercancías, aunque los trenes de carga ya pasaban por sus vías cuando el GNR inició un servicio hacia el LC&DR a través de Farringdon Street, seguido de un servicio desde el Ferrocarril de Midland. El GNR, el GWR y el Midland abrieron depósitos de mercancías en el área de Farringdon, a los que se accedía desde las líneas ampliadas de la City. El tráfico de mercancías jugaría una parte importante del tráfico del Met en la línea de extensión de Baker Street. En 1880, el Met aseguró el tráfico de carbón de la compañía Harrow District Gas Co., trabajado desde un apartadero de intercambio con el Ferrocarril de Midland en Finchley Road hasta un depósito de carbón en Harrow. Se construyeron depósitos de mercancías y carbón en la mayoría de las estaciones de la línea de extensión a medida que se fueron construyendo. Las mercancías para Londres se manejaron inicialmente en Willesden, con entrega por carretera o por transferencia al Ferrocarril de Midland. La llegada del GCR dio conexiones al norte en Quainton Road y al sur a través de Neasden, Acton y Kew.

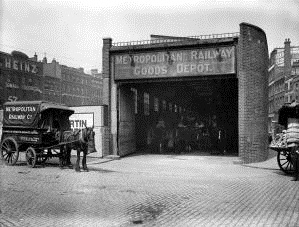
La entrada al depósito de Vine Street en la década de 1910

En 1909, el Met abrió un depósito de mercancías en Vine Street, cerca de Farringdon, con dos vías muertas cada una de siete vagones de largo y un servicio regular desde West Hampstead. Los trenes eran de tracción eléctrica con una longitud máxima de 14 vagones y estaban restringidos a 250 toneladas largas (254 t) de ida y 225 toneladas largas (229 t) de regreso. En 1910, el depósito manejaba 11 400 toneladas largas (11 600 t), que aumentó a 25 100 toneladas largas (25 500 t) en 1915. En 1913, se informó de que el depósito superaba su capacidad, pero después de la Primera Guerra Mundial, el transporte por carretera se convirtió en un competidor importante y, a finales de la década de 1920, el tráfico se había reducido a niveles manejables.
El carbón para las locomotoras de vapor, la central eléctrica de Neasden y las plantas de gas locales se trajeron a través de Quainton Road. La leche se transportaba desde el valle de Aylesbury a los suburbios de Londres y los productos alimenticios desde Vine Street hasta Uxbridge para Alfred Button & Son, una cadena mayorista de tiendas de comestibles. El apartadero al mercado de pescado de Billingsgate a través de la estación conjunta del Met y del Ferrocarril del Distrito en Monument provocó algunas quejas, dejando los accesos a la estación en una "condición indescriptiblemente sucia". El Ferrocarril del Distrito sugirió disponer una entrada separada para el pescado, pero no se hizo nada al respecto. El tráfico se redujo significativamente cuando el GCR introdujo el transporte por carretera en Marylebone, pero el problema se mantuvo hasta 1936, siendo una de las razones que dio la LPTB para abolir el transporte de paquetes en los trenes del Círculo Interior. Inicialmente, se utilizaron contratistas privados para la entrega por carretera, pero a partir de 1919, el Met empleó sus propios transportistas. En 1932, antes de formar parte del Metro de Londres, la empresa poseía 544 vehículos de mercancías y transportaba 162 764 toneladas largas (165 375,9 t) de carbón, 2 478 212 toneladas largas (2 517 979,9 t) de otros materiales y 1 015 501 toneladas largas (1 031 796,7 t) toneladas de mercancías.

## Material rodante

### Locomotoras de vapor

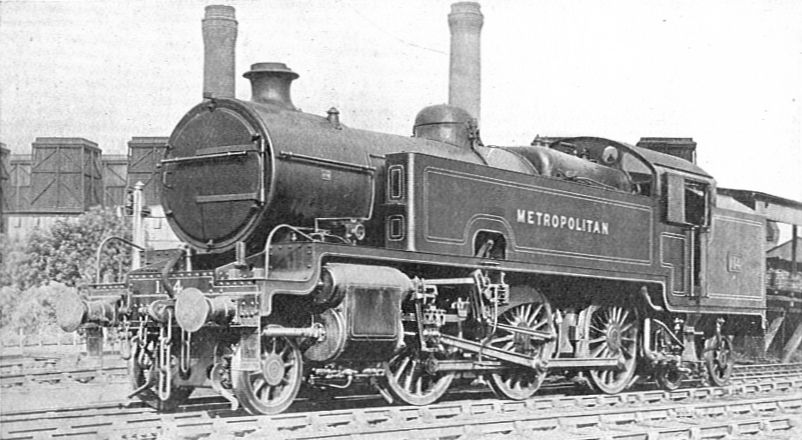
Una de las seis locomotoras de vapor Clase K 2-6-4 introducidas en el Ferrocarril Metropolitano en 1925 para transportar trenes de mercancías

La preocupación por el humo y el vapor en los túneles llevó a nuevos diseños de locomotoras de vapor. Antes de que se abriera la línea, se realizaron en 1861 pruebas con la locomotora experimental de "ladrillos calientes" apodada Fowler's Ghost. Este diseño no tuvo éxito, y los primeros trenes públicos fueron remolcados por máquinas tanque GWR Clase Metropolitan condensadoras de vapor 2-4-0 de vía ancha, diseñadas por Daniel Gooch. Les siguieron las locomotoras GNR de ancho estándar, hasta que el Met recibió sus propias locomotoras tanque 4-4-0, construidas por Beyer Peacock de Mánchester. Su diseño se atribuye con frecuencia al ingeniero John Fowler del Met, pero la locomotora era un desarrollo de una que Beyer había construido para el Ferrocarril Castejón-Bilbao español, de forma que Fowler solo especificó el diámetro de las ruedas motrices, la carga por eje y la capacidad de circular por curvas pronunciadas. Se encargaron dieciocho unidades en 1864, inicialmente con nombres, y en 1870 se habían construido 40 máquinas. Para reducir el humo subterráneo, al principio se quemó coque, que se cambió en 1869 a antracita de origen galés, un carbón de gran calidad que genera muy poco humo.
A partir de 1879 se necesitaron más locomotoras, de modo que se actualizó el diseño y se entregaron otras 24 máquinas entre 1879 y 1885. Originalmente estaban pintadas de color verde oliva brillante ribeteado en negro y amarillo. Las chimeneas estaban rematadas con un sombrerete de cobre, el número de la locomotora en tipos de bronce figuraba al frente, y las cúpulas del sistema de vapor eran de latón pulido. En 1885, el color cambió a un rojo oscuro conocido como Midcared, y este continuaría siendo el color estándar, adoptado por el Transporte de Londres en 1933 para la Línea Metropolitana. En 1925 el Met clasificó sus locomotoras por letras, y a estas primeras máquinas se les asignaron la Clase A y la Clase B. Cuando se estaba construyendo el M&SJWR, se consideró que las máquinas podrían tener problemas en las pendientes, y en 1868 se entregaron cinco locomotoras tanque de Worcester Engine tipo 0-6-0. Pronto se descubrió que las máquinas de las clases A y B podían remolcar los trenes sin dificultad, y las locomotoras 0-6-0T se vendieron al Ferrocarril de Taff Vale en 1873 y 1875.
A partir de 1891, se necesitaron más locomotoras para trabajar en la línea de extensión desde Baker Street hacia los suburbios. En 1891 se recibieron cuatro locomotoras de la Clase C (0-4-4), un desarrollo de la Clase Q del Ferrocarril del Sureste. En 1894, se compraron dos locomotoras de la Clase D para circular entre Aylesbury y Verney Junction, que no disponían del equipo de condensación necesario para trabajar al sur de Finchley Road. Cuatro más fueron entregadas en 1895 con equipo condensador, que sí podían trabajar al sur de Finchley Road. En 1896, se construyeron dos locomotoras de la Clase E (0-4-4T) en la fábrica de Neasden, seguidas de una en 1898 para reemplazar a la máquina Clase A n.º 1 original, dañada en un accidente. Hawthorn Leslie & Co. construyó cuatro máquinas más en 1900 y 1901. Para hacer frente al creciente tráfico de mercancías en la línea de extensión, el Met recibió cuatro locomotoras de la Clase F (0-6-2) en 1901, similares a las de la Clase E excepto por la disposición de las ruedas y por carecer del sistema de calefacción de vapor. En 1897 y 1899, el Met recibió dos locomotoras 0-6-0 con depósito incorporado con un diseño Peckett estándar. Sin clasificar por el Met, se usaran generalmente como máquinas auxiliares para la composición de trenes en Neasden y Harrow.
Muchas locomotoras quedaron obsoletas por la electrificación de las líneas internas de Londres acometida en 1905 y 1906. Para 1907, 40 de las locomotoras de las clases A y B se habían vendido o desguazado, y para 1914 solo se habían mantenido en servicio 13 unidades de estas clases, destinadas a la realización de maniobras, al trabajo en los depósitos y a los trenes del Tranvía de Brill. La necesidad de locomotoras más potentes para los servicios de pasajeros y mercancías significó que, en 1915, llegaran cuatro locomotoras de la Clase G (0-6-4) diseñadas por la Yorkshire Engine Co. En 1920 y 1921 se construyeron ocho locomotoras capaces de circular a 75 mph (120,7 km/h) (de la Clase H) del tipo 4-4-4, que se usaron principalmente en servicios expresos de pasajeros. Para cubrir los servicios de carga de mayor longitud, más rápidos y menos frecuentes, en 1925 llegaron seis locomotoras de la Clase K (2-6-4), reconstruidas a partir de locomotoras 2-6-0 fabricadas en el Arsenal de Woolwich después de la Primera Guerra Mundial. Estas máquinas no estaban permitidas al sur de Finchley Road.
Se han conservado dos locomotoras: la Clase A n.º 23 (LT L45) en el Museo del Transporte de Londres, y la Clase E n.º 1 (LT L44) en el Centro del Ferrocarril de Buckinghamshire. La n.º 1 se puso en marcha como parte de las celebraciones del 150 aniversario del Met durante 2013.

### Coches de viajeros
El Met se abrió sin material móvil propio, con el GWR primero y el GNR después alquilándole sus trenes. El GWR usaba coches de ocho ruedas con compartimientos construidos con madera de teca. Para 1864, el Met había recibido su propio parque de trenes, fabricados por la Ashbury Railway Carriage and Iron Company Ltd, basados en el diseño del GWR pero de ancho estándar. La iluminación era de gas (dos faroles en los compartimentos de primera clase y uno en los compartimentos de segunda y tercera clase), y desde 1877 se utilizó un sistema de gas de petróleo a presión. Inicialmente, los coches se frenaban con zapatas de madera operadas a mano desde los compartimentos de los guardafrenos en la parte delantera y trasera del tren, que despedían un olor característico. Este sistema se reemplazó en 1869 por un mecanismo accionado por una cadena que operaba los frenos en todos los coches. El funcionamiento del freno de cadena podía ser muy brusco, lo que podía provocar lesiones en algunos pasajeros, y fue reemplazado por un freno de vacío no automático en 1876. En la década de 1890, se probó un indicador mecánico de "próxima estación" en algunos coches del Círculo Interior, activado por una aleta de madera colocada entre las vías. Se consideró poco fiable y no se aprobó su instalación generalizada.

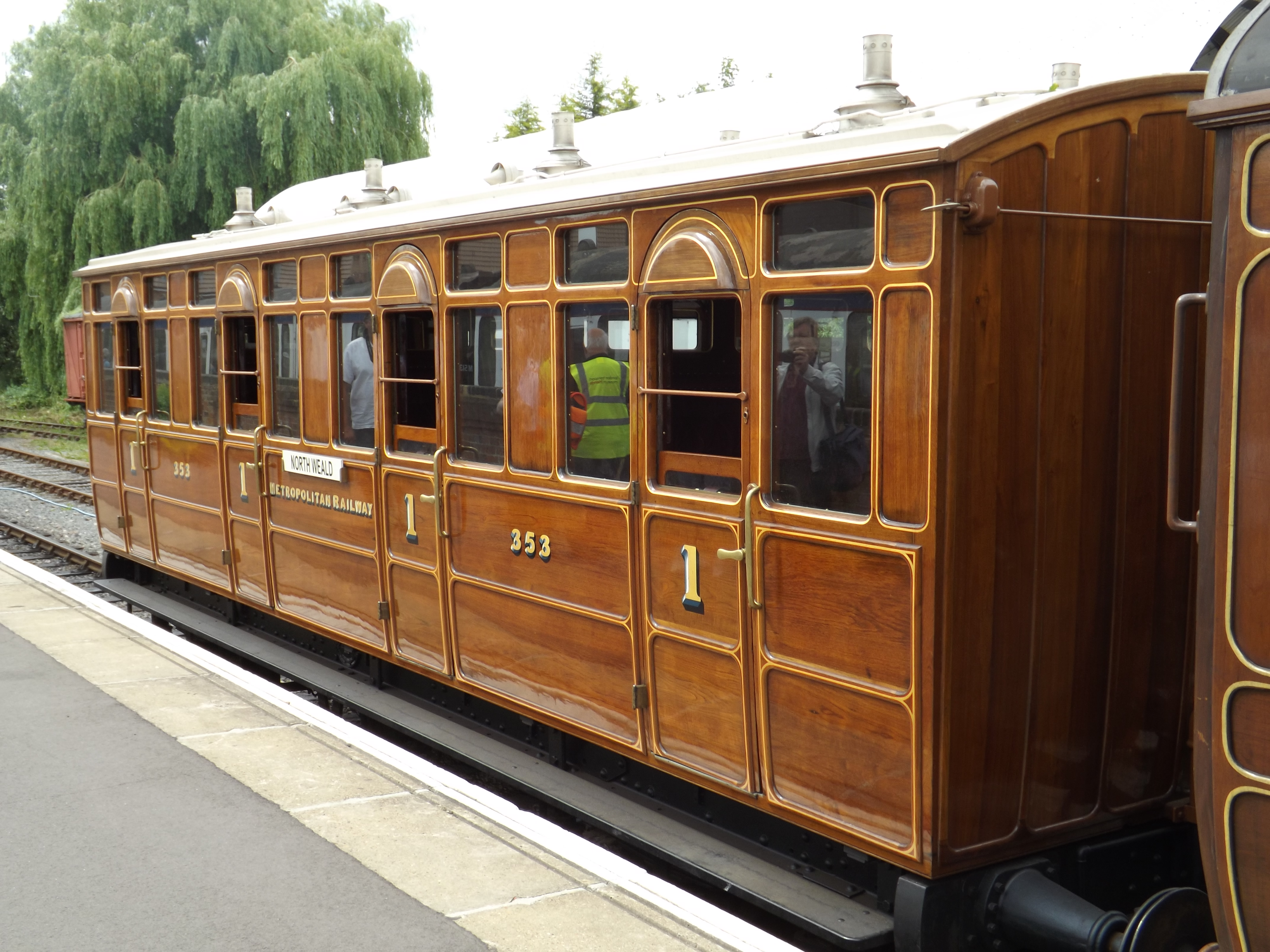
Vagón del Jubileo del Ferrocarril Metropolitano n.º 353 en la estación de Ongar (julio de 2013)

En 1870, Oldbury construyó algunos coches de cuatro ruedas con distancia entre ejes rígida y acoplamiento cerrado. Después de algunos descarrilamientos en 1887, la Compañía de Coches y Vagones de Ferrocarril construyó un nuevo diseño de vehículos de cuatro ruedas con batalla rígida larga (de 27 pies 6 pulgadas (8,4 m)) conocido como Jubilee Stock para la línea de extensión. Contaban con el sistema de iluminación de gas presurizado y los frenos de vacío no automáticos, y más adelante se les agregó la calefacción por vapor. Siguieron más trenes en 1892, pero todos ya habían sido retirados en 1912. En mayo de 1893, siguiendo una orden de la Cámara de Comercio, se instalaron frenos de vacío automáticos en todos los coches y locomotoras. Se restauró un vagón de primera clase del tipo Jubilee para transportar pasajeros durante las celebraciones del 150.º aniversario del Met.
El material con bogies fue construido por Ashbury en 1898 y por Cravens y los Talleres de Neasden en 1900. Los nuevos trenes disponían de una mejor calidad de rodadura, calefacción por vapor, frenos de vacío automáticos, iluminación eléctrica y asientos tapizados en todas las clases. El Ferrocarril Bluebell posee cuatro coches fabricados por Ashbury y Cravens en 1898-1900; y un quinto coche, construido en Neasden, se conserva en el Museo del Transporte de Londres.
La competencia con el Gran Ferrocarril Central en los servicios suburbanos exteriores en la línea de extensión vio a partir de 1910 la introducción de coches del tipo Dreadnought, mucho más cómodos. Se construyeron noventa y dos de estos coches de compartimentos de madera, equipados con iluminación de gas presurizado y calefacción por vapor. La iluminación eléctrica reemplazó al gas en 1917 y se agregaron calefactores eléctricos en 1922 para disponer de calefacción cuando los coches eran transportados por una locomotora eléctrica. Posteriormente, formando composiciones de cinco, seis o siete coches, se incorporaron tomas de corriente al tercer carril conductor en las unidades delantera y trasera (conectadas con la locomotora eléctrica), con el fin de evitar que el tren se quedase sin suministro eléctrico en una zona muerta. Era habitual disponer dos bloques de coches separados por un vehículo pulman, donde se podía acceder a un servicio de bufete por una tarifa suplementaria. El Vintage Carriages Trust dispone de tres coches Dreadnought restaurados.
A partir de 1906, parte de los cohes Ashbury con bogies se convirtieron en unidades múltiples eléctricas. Algunos coches Dreadnought se utilizaron con automotores eléctricos, y dos tercios permanecieron en uso siendo transportados por locomotoras en la línea de extensión.

### Locomotoras eléctricas

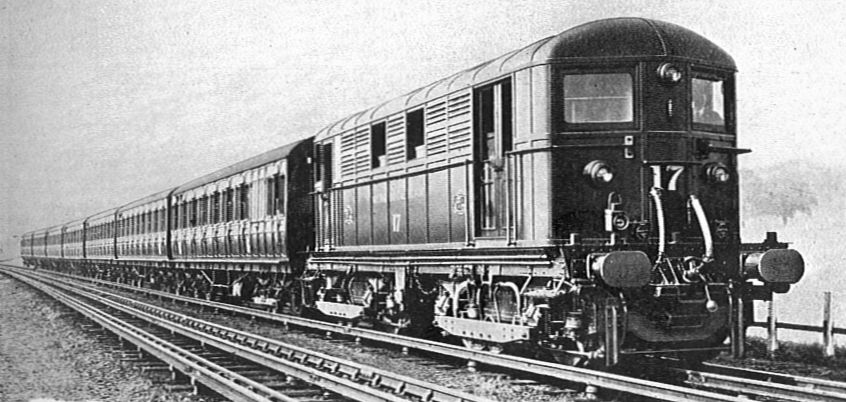
Una locomotora eléctrica y un tren en el Ferrocarril Metropolitano en la década de 1920

Después de la electrificación, las rutas suburbanas exteriores se operaron con vagones transportados desde Baker Street por una locomotora eléctrica que se cambiaba por una locomotora de vapor en alguna estación intermedia. El Met encargó 20 locomotoras eléctricas a Metropolitan Amalgamated con dos tipos de equipos eléctricos. Las primeras diez unidades, con equipo Westinghouse, entraron en servicio en 1906. Estas locomotoras con bogies del tipo lomo de camello, tenían una cabina central, pesaban 50 toneladas, y tenían cuatro motores de tracción de 215 HP (160,3 kW). El segundo tipo se construyó con equipos producidos por British Thomson-Houston, reemplazados por unos del tipo Westinghouse en 1919.
A principios de la década de 1920, el Met hizo un pedido a Metropolitan-Vickers de Barrow-in-Furness para reconstruir las 20 locomotoras eléctricas. Cuando se comenzó a trabajar en la primera locomotora, se descubrió que no era práctica ni económica y se cambió el pedido para construir nuevas locomotoras utilizando algunos equipos recuperados de las originales. Las nuevas locomotoras se construyeron en 1922-1923 y recibieron el nombre de famosos residentes de Londres. Tenían cuatro motores de 300 HP (223,7 kW), con un total de 1200 HP (894,8 kW), dando una velocidad máxima de 65 mph (105 km/h).
La locomotora número 5 "John Hampden" se conserva en forma de exhibición estática en el Museo del Transporte de Londres, y la máquina número 12 "Sarah Siddons" se ha utilizado para eventos patrimoniales y se exhibió durante las celebraciones del 150 aniversario del Met.

### Unidades eléctricas múltiples

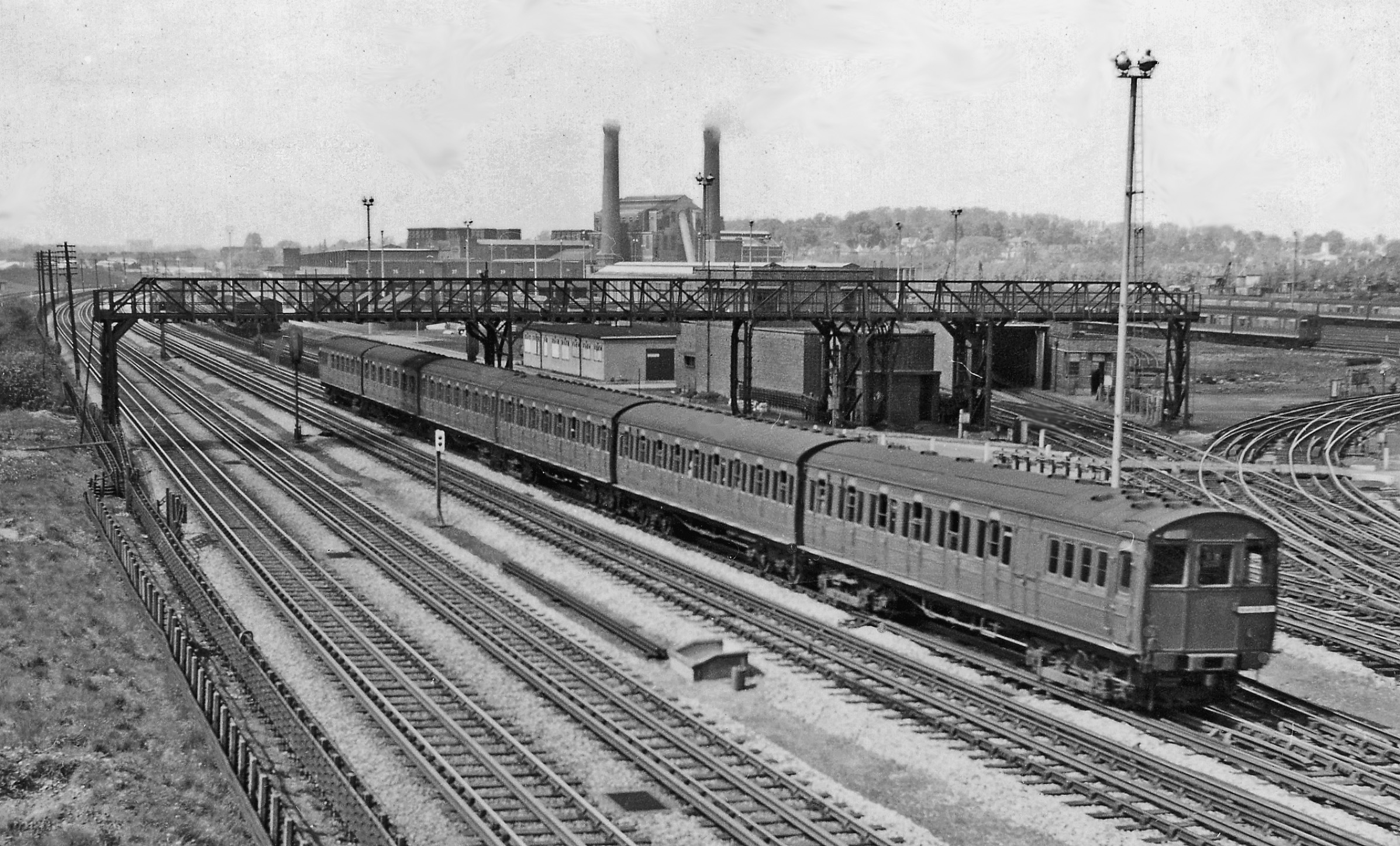
Una unidad múltiple de tipo T en Neasden

El primer pedido de unidades eléctricas múltiples se encargó a Metropolitan Amalgamated en 1902, y constaba de 50 remolques y 20 automotores con equipo Westinghouse, que funcionaban como trenes de 6 coches. Disponían de alojamiento de primera y de tercera clase sin compartimentos, y la segunda clase se retiró del Met. El acceso se realizaba por los extremos de los coches, mediante puertas de celosía, y las unidades se modificaron para que pudieran funcionar fuera de las horas punta como unidades de 3 coches. Para el servicio conjunto en la Línea de Hammersmith y de la City, el Met y el GWR compraron 20 trenes de 6 coches con equipo Thomson-Houston. En 1904, el Met hizo un nuevo pedido de 36 coches automotores y de 62 remolques, con una opción para otros 20 automotores y 40 remolques. Los problemas con el equipo de Westinghouse llevaron a que se especificara el uso de equipos Thomson-Houston cuando se efectuó el pedido, y se instalaron motores más potentes. Antes de 1918, los automotores con motores más potentes se usaron en el Círculo Interior con tres remolques. Las puertas de celosía abiertas se consideraron un problema cuando se trabajaba en la superficie, y en 1907 se reemplazaron las puertas de todos los vagones por vestíbulos. Tener acceso solo a través de las dos puertas de los extremos se convirtió en un problema en el concurrido Círculo Interior, de modo que se instalaron puertas correderas centrales a partir de 1911.
A partir de 1906, parte del material rodante con bogies de Ashbury se convirtió en unidades múltiples mediante la instalación de cabinas, equipos de control y motores. En 1910 se modificaron dos coches con cabinas de conducción en ambos extremos. Comenzaron a trabajar en el servicio de transporte de Uxbridge-South Harrow, siendo transferidos al servicio de transporte de Addison Road en 1918. Desde 1925 hasta 1934, estos vehículos se utilizaron entre Watford y Rickmansworth.
En 1913 se hizo un pedido de 23 coches y 20 remolques, equipados con puertas correderas en los extremos y en el medio, que comenzaron a trabajar en el Círculo Interior, incluido el nuevo servicio a New Cross a través del ELR. En 1921 se recibieron 20 coches motorizados, 33 remolques y 6 remolques con cabina de conducción de primera clase con tres pares de puertas correderas dobles a cada lado, que serían introducidos en el Círculo Interior.
Entre 1927 y 1933, Metropolitan Carriage and Wagon y Birmingham Railway Carriage and Wagon Company construyeron unidades múltiples con compartimentos para los servicios desde Baker Street y la City hasta Watford y Rickmansworth. El primer pedido solo incluyó automotores, y la mitad tenía frenos Westinghouse, sistemas de control Metro-Vickers y cuatro motores MV153. Reemplazaron a los automotores que trabajaban con remolques de bogies. El resto de coches tenían el mismo tipo de motor, pero usaban frenos de vacío y trabajaban con vagones Dreadnought 1920/23 convertidos para formar unidades 'MV'. En 1929, se encargó el parque de trenes 'MW', formado por 30 automotores y 25 remolques similares a las unidades 'MV', pero con frenos Westinghouse. En 1931 se solicitó un lote adicional de existencias 'MW', esta vez a la Birmingham Railway Carriage & Wagon Co. Se trataba de fabricar siete trenes de 8 vagones e incluía remolques adicionales para aumentar la longitud de los trenes por lotes 'MW' anteriores a ocho coches. Estos coches tenían motores GEC WT545 y, aunque se diseñaron para funcionar en conjunto con el MV153, no funcionaron bien en la práctica. Después de que el Met se convirtió en parte del Metro de Londres, las unidades MV se equiparon con frenos Westinghouse y los coches con motores GEC se reajustaron para permitirles trabajar en conjunto con los coches equipados con motores MV153. En 1938, nueve unidades MW de 8 coches y diez de los 6 coches fueron remodelados para adaptarlos al Tipo T. Un coche remolque construido en 1904/05 está almacenado en el Depósito de Acton del Museo del Transporte de Londres, aunque resultó gravemente dañado por el fuego; y el Ferrocarril de Spa Valley posee otros dos coches del tipo T.

## Lecturas relacionadas
- Baker, B. (1885). «The Metropolitan and Metropolitan District Railways. (Including Plates at Back of Volume)». Minutes of the Proceedings (Institución de Ingenieros Civiles) 81 (1885): 1-33. doi:10.1680/imotp.1885.21367.
- Barry, J. W. (1885). «The City Lines and Extensions. (Inner Circle Completion) of the Metropolitan and District Railways. (Including Plates at Back of Volume)». Minutes of the Proceedings (Institución de Ingenieros Civiles) 81 (1885): 34. doi:10.1680/imotp.1885.21368.